# الطواف النسائي للاتحاد الدولي لكرة المضرب – 2010 (أكتوبر–ديسمبر)
الطواف النسائي للاتحاد الدولي لكرة المضرب هي نسخة عام 2010 من الجولة الثانية في لعبة كرة المضرب للمحترفات. تنظمها الاتحاد الدولي لكرة المضرب وهي درجة أقل من جولة رابطة محترفات التنس. يتضمن الطواف العالمي لكرة المضرب النسائية برعاية الاتحاد الدولي لكرة المضرب بطولات بجوائز مالية تتراوح من $15،000 إلى $100،000.

## المواسم
| مواسم الطواف العالمي لكرة المضرب النسائية برعاية الاتحاد الدولي لكرة المضرب | مواسم الطواف العالمي لكرة المضرب النسائية برعاية الاتحاد الدولي لكرة المضرب | مواسم الطواف العالمي لكرة المضرب النسائية برعاية الاتحاد الدولي لكرة المضرب | مواسم الطواف العالمي لكرة المضرب النسائية برعاية الاتحاد الدولي لكرة المضرب | مواسم الطواف العالمي لكرة المضرب النسائية برعاية الاتحاد الدولي لكرة المضرب | مواسم الطواف العالمي لكرة المضرب النسائية برعاية الاتحاد الدولي لكرة المضرب | مواسم الطواف العالمي لكرة المضرب النسائية برعاية الاتحاد الدولي لكرة المضرب | مواسم الطواف العالمي لكرة المضرب النسائية برعاية الاتحاد الدولي لكرة المضرب | مواسم الطواف العالمي لكرة المضرب النسائية برعاية الاتحاد الدولي لكرة المضرب | مواسم الطواف العالمي لكرة المضرب النسائية برعاية الاتحاد الدولي لكرة المضرب |
| تسعينيات القرن العشرين                                                      | تسعينيات القرن العشرين                                                      | تسعينيات القرن العشرين                                                      | تسعينيات القرن العشرين                                                      | تسعينيات القرن العشرين                                                      | تسعينيات القرن العشرين                                                      | تسعينيات القرن العشرين                                                      | تسعينيات القرن العشرين                                                      | تسعينيات القرن العشرين                                                      | تسعينيات القرن العشرين                                                      |
| --------------------------------------------------------------------------- | --------------------------------------------------------------------------- | --------------------------------------------------------------------------- | --------------------------------------------------------------------------- | --------------------------------------------------------------------------- | --------------------------------------------------------------------------- | --------------------------------------------------------------------------- | --------------------------------------------------------------------------- | --------------------------------------------------------------------------- | --------------------------------------------------------------------------- |
| 1994                                                                        | 1995                                                                        | 1995                                                                        | 1996                                                                        | 1997                                                                        | 1998                                                                        | 1999                                                                        |                                                                             |                                                                             |                                                                             |
| العقد الأول من القرن 21                                                     |                                                                             |                                                                             |                                                                             |                                                                             |                                                                             |                                                                             |                                                                             |                                                                             |                                                                             |
| 2000                                                                        | 2001                                                                        | 2002                                                                        | 2003                                                                        | 2004                                                                        | 2005                                                                        | 2006                                                                        | 2007                                                                        | 2008 الربع الأول · الربع الثاني · الربع الثالث                              | 2009                                                                        |
| العقد الثاني من القرن 21                                                    |                                                                             |                                                                             |                                                                             |                                                                             |                                                                             |                                                                             |                                                                             |                                                                             |                                                                             |
| 2010 الربع الأول · الربع الثاني · الربع الثالث · الربع الرابع               | 2011 الربع الأول · الربع الثاني · الربع الثالث · الربع الرابع               | 2012 الربع الأول · الربع الثاني · الربع الثالث · الربع الرابع               | 2013 الربع الأول · الربع الثاني · الربع الثالث · الربع الرابع               | 2014 الربع الأول · الربع الثاني · الربع الثالث · الربع الرابع               | 2015 الربع الأول · الربع الثاني · الربع الثالث · الربع الرابع               | 2016 الربع الأول · الربع الثاني · الربع الثالث · الربع الرابع               | 2017 الربع الأول · الربع الثاني · الربع الثالث · الربع الرابع               | 2018 الربع الأول · الربع الثاني · الربع الثالث · الربع الرابع               | 2019 الربع الأول · الربع الثاني · الربع الثالث · الربع الرابع               |
| العقد الثالث من القرن 21                                                    |                                                                             |                                                                             |                                                                             |                                                                             |                                                                             |                                                                             |                                                                             |                                                                             |                                                                             |
| 2020 الربع الأول · الربع الثاني · الربع الثالث · الربع الرابع               | 2021 الربع الأول · الربع الثاني · الربع الثالث · الربع الرابع               | 2022 الربع الأول · الربع الثاني · الربع الثالث · الربع الرابع               | 2023 الربع الأول · الربع الثاني · الربع الثالث · الربع الرابع               | 2024 الربع الأول · الربع الثاني · الربع الثالث · الربع الرابع               | 2025 الربع الأول · الربع الثاني · الربع الثالث · الربع الرابع               |                                                                             |                                                                             |                                                                             |                                                                             |

## المفتاح
| الفئات      | القيمة المالية |
| بطولات W100 | $100,000       |
| بطولات W75  | $75,000        |
| بطولات W50  | $50,000        |
| بطولات W25  | $25,000        |
| بطولات W10  | $10,000        |

## أكتوبر
| الأسبوع   | البطولة                                                                                              | الفائزات                                                | الوصيفات                                             | المتأهلات لنصف النهائي                                 | المتأهلات لربع النهائي                                                              |
| --------- | --- | ------------------------------------------------------- | ---------------------------------------------------- | ------------------------------------------------------ | ----------------------------------------------------------------------------------- |
| 4 أكتوبر  | طوكيو، اليابان ملعب صلب $100،000+H جدول المباريات الفردية – جدول المباريات الزوجية                   | أيومي موريتا 6–3 7–5                                    | جيل كريبس                                            | ميساكي دوي ماغدالينا ريباريكوفا                        | أولغا سافتشوك ألبرتا بريانتي سيفرين بريمون بيلترام جولي كوين                        |
| 4 أكتوبر  | طوكيو، اليابان ملعب صلب $100،000+H جدول المباريات الفردية – جدول المباريات الزوجية                   | جيل كريبس تامارين تاناسوجارن 6–3 6–1                    | أورزولا رادفانسكا أولغا سافتشوك                      | ميساكي دوي ماغدالينا ريباريكوفا                        | أولغا سافتشوك ألبرتا بريانتي سيفرين بريمون بيلترام جولي كوين                        |
| 4 أكتوبر  | بارنستابل، المملكة المتحدة ملعب صلب $75،000 جدول المباريات الفردية – جدول المباريات الزوجية          | أليسون ريسك 6–2 6–0                                     | يوهانا لارسون                                        | كسينيا بيرفاك أندريا هلغافكوفا                         | بولين بارمنتييه منى بارثل أناستاسيا ياكيموفا ريتشل هوجينكامب                        |
| 4 أكتوبر  | بارنستابل، المملكة المتحدة ملعب صلب $75،000 جدول المباريات الفردية – جدول المباريات الزوجية          | أندريا هلغافكوفا ميكايلا كرايتشيك 7–6(4) 6–2            | ساندرا كليمينشيتس تاتيانا مالك                       | كسينيا بيرفاك أندريا هلغافكوفا                         | بولين بارمنتييه منى بارثل أناستاسيا ياكيموفا ريتشل هوجينكامب                        |
| 4 أكتوبر  | مدريد، إسبانيا ملعب ترابي $50،000 جدول المباريات الفردية – جدول المباريات الزوجية                    | إيلينا بوغدان 6–4 6–2                                   | ليتيسيا كوستاس                                       | آنا ريموندينا يوليا شروف                               | إلورا دابيخا ألكسندرا كرونتش إيفا فرنانديز بروجوز كوني بيرين                        |
| 4 أكتوبر  | مدريد، إسبانيا ملعب ترابي $50،000 جدول المباريات الفردية – جدول المباريات الزوجية                    | لارا أروابارينا فيسينو ماريا تيريزا تورو فلور 6–4 7–5   | ايرينا كاميليا باغو إيلينا بوغدان                    | آنا ريموندينا يوليا شروف                               | إلورا دابيخا ألكسندرا كرونتش إيفا فرنانديز بروجوز كوني بيرين                        |
| 4 أكتوبر  | كانساس سيتي، الولايات المتحدة ملعب صلب $50،000 جدول المباريات الفردية – جدول المباريات الزوجية       | ريبيكا مارينو 6–7(4–7) 6–0 6–2                          | إدينا جالوفيتز                                       | إيرينا فالكوني كاثرين وورلي                            | ليندساي لي ووترز غابرييلا باز لورين ألبانيز جولي ديتي                               |
| 4 أكتوبر  | كانساس سيتي، الولايات المتحدة ملعب صلب $50،000 جدول المباريات الفردية – جدول المباريات الزوجية       | جولي ديتي أبيغيل سبيرز 6–2 4–6 [10-3]                   | لورين ألبانيز إيرينا فالكوني                         | إيرينا فالكوني كاثرين وورلي                            | ليندساي لي ووترز غابرييلا باز لورين ألبانيز جولي ديتي                               |
| 4 أكتوبر  | ميناء بورت بيري، أستراليا ملعب صلب $25،000 جدول المباريات الفردية – جدول المباريات الزوجية           | إريكا سما 6–1 4–6 6–3                                   | فيكتوريا لارير                                       | ماريا ميركوفيتش ميلاني ساوث                            | أرينا روديونوفا صوفي ليتشر بيمرا أوزجن ريمي تيزوكا                                  |
| 4 أكتوبر  | ميناء بورت بيري، أستراليا ملعب صلب $25،000 جدول المباريات الفردية – جدول المباريات الزوجية           | بوجانا بوبوسيك ألينكا هوباسيك 6–3 6–2                   | ميلاني ساوث ريمي تيزوكا                              | ماريا ميركوفيتش ميلاني ساوث                            | أرينا روديونوفا صوفي ليتشر بيمرا أوزجن ريمي تيزوكا                                  |
| 4 أكتوبر  | ليموج، فرنسا ملعب صلب $25،000 جدول المباريات الفردية – جدول المباريات الزوجية                        | إيفانا ليسجاك 6–0 6–3                                   | يوليا بيجلزيمر                                       | كارولين غارسيا جوليا ماير                              | كلير فويرشتاين نادية كيتشينوك أودري برغوت ليودميلا كيتشينوك                         |
| 4 أكتوبر  | ليموج، فرنسا ملعب صلب $25،000 جدول المباريات الفردية – جدول المباريات الزوجية                        | ليودميلا كيتشينوك نادية كيتشينوك 6–7(5) 6–4 [10-8]      | كلير فويرشتاين كارولين غارسيا                        | كارولين غارسيا جوليا ماير                              | كلير فويرشتاين نادية كيتشينوك أودري برغوت ليودميلا كيتشينوك                         |
| 4 أكتوبر  | أنطاليا، تركيا ملعب ترابي $10،000 جدول المباريات الفردية – جدول المباريات الزوجية                    | فيكتوريا كامينسكايا 6–4 6–0                             | كارين مورغوشوفا                                      | شانتال شكاملوفا قالب:بيانات بلد تشيكيا زوزانا زالابسكا | فلادا إكشيباروفا كريستينا دينو فيرديانا فيراردي ليسلي كيرخوف                        |
| 4 أكتوبر  | أنطاليا، تركيا ملعب ترابي $10،000 جدول المباريات الفردية – جدول المباريات الزوجية                    | فيكتوريا كامينسكايا آنا أورليك 7–6(7) 6–4               | شانتال شكاملوفا قالب:بيانات بلد تشيكيا مونيكا توموفا | شانتال شكاملوفا قالب:بيانات بلد تشيكيا زوزانا زالابسكا | فلادا إكشيباروفا كريستينا دينو فيرديانا فيراردي ليسلي كيرخوف                        |
| 4 أكتوبر  | إسبينيو، البرتغال ملعب ترابي $10،000 جدول المباريات الفردية – جدول المباريات الزوجية                 | ألريكك إيكري 6–0، 6–0                                   | أليس تيسيه                                           | مورجان بونس بيانكا كوك                                 | لينا-ماري هوفمان كارولينا نواك أرابيلا فيرنانديز رابنر ساندرا سولير-سولا            |
| 4 أكتوبر  | إسبينيو، البرتغال ملعب ترابي $10،000 جدول المباريات الفردية – جدول المباريات الزوجية                 | ألريكك إيكري لينا-ماري هوفمان 6–3 6–1                   | باربارا لوز سامانثا باورز                            | مورجان بونس بيانكا كوك                                 | لينا-ماري هوفمان كارولينا نواك أرابيلا فيرنانديز رابنر ساندرا سولير-سولا            |
| 4 أكتوبر  | دوبريتش، بلغاريا ملعب ترابي $10،000 جدول المباريات الفردية – جدول المباريات الزوجية                  | دانكا كوفينتش 6–4 6–3                                   | إيزابيلا شنيكوفا                                     | ناديجدا فاسيلفا ناتاليا كوستيتش                        | نيكول كريستوفا فيديريكا غراتزيوسو كلوديا-جيانينا دوميترسكو إنغريد-ألكساندرا رادو    |
| 4 أكتوبر  | دوبريتش، بلغاريا ملعب ترابي $10،000 جدول المباريات الفردية – جدول المباريات الزوجية                  | كامليا هريستيا إيونيل-أندريا يوفا 6–0 2–6 [10–6]        | جوليا فيلييفا لوتفية إيسن                            | ناديجدا فاسيلفا ناتاليا كوستيتش                        | نيكول كريستوفا فيديريكا غراتزيوسو كلوديا-جيانينا دوميترسكو إنغريد-ألكساندرا رادو    |
| 4 أكتوبر  | كالياري، إيطاليا ملعب ترابي $10،000 جدول المباريات الفردية – جدول المباريات الزوجية                  | آنه شيفر 6–2 6–2                                        | فرانشيسكا مازالي                                     | كارولينا بيلوت فالنتينا سولبيزيو                       | كارينا ويثوفت إيفا واكانو إنجا بريسلان إريكا زانشيتا                                |
| 4 أكتوبر  | كالياري، إيطاليا ملعب ترابي $10،000 جدول المباريات الفردية – جدول المباريات الزوجية                  | إليسا ساليس فالنتينا سولبيزيو انسحاب                    | ماي جراج إيفا واكانو                                 | كارولينا بيلوت فالنتينا سولبيزيو                       | كارينا ويثوفت إيفا واكانو إنجا بريسلان إريكا زانشيتا                                |
| 4 أكتوبر  | جاكرتا، إندونيسيا ملعب صلب $10،000 جدول المباريات الفردية – جدول المباريات الزوجية                   | ساندي جوموليا 6–2 6–2                                   | يانغ زي                                              | هونج سيونغ يون جريس ساري يسيدورا                       | كانيكا فايديا فوني دارلينا سينثيا ميليتا ألديا سوتجيادي                             |
| 4 أكتوبر  | جاكرتا، إندونيسيا ملعب صلب $10،000 جدول المباريات الفردية – جدول المباريات الزوجية                   | ساندي جوموليا مو كاواتوكو 7–6(3) 7–5                    | تشان هاو تشينغ هي سيروي                              | هونج سيونغ يون جريس ساري يسيدورا                       | كانيكا فايديا فوني دارلينا سينثيا ميليتا ألديا سوتجيادي                             |
| 4 أكتوبر  | نونثابوري، تايلاند ملعب صلب $10،000 جدول المباريات الفردية – جدول المباريات الزوجية                  | نونجنادا واناسوك 6–4 6–1                                | تشو لين                                              | لوكسيكا كومخوم نيشا ليرتبيتاكسينتشاي                   | فاراتشايا وونجتينتشاي يورينا كوشينو تشن يي تشينامي أوجي                             |
| 4 أكتوبر  | نونثابوري، تايلاند ملعب صلب $10،000 جدول المباريات الفردية – جدول المباريات الزوجية                  | بينجتارن بليبويتش نونجنادا واناسوك 7–5 6–7(4) [11-9]    | تشن يي فاراتشايا وونجتينتشاي                         | لوكسيكا كومخوم نيشا ليرتبيتاكسينتشاي                   | فاراتشايا وونجتينتشاي يورينا كوشينو تشن يي تشينامي أوجي                             |
| 4 أكتوبر  | لوندرينا، البرازيل ملعب ترابي $10،000 جدول المباريات الفردية – جدول المباريات الزوجية                | تيليانا بيريرا 6–4 6–0                                  | فيرونيكا سبيد رويج                                   | فينيسا فورلانيتو كاتالينا بيلا                         | أرانزا سالو ماري إليز كاساريس ناثاليا روسي فرناندا هرمنغيلدو                        |
| 4 أكتوبر  | لوندرينا، البرازيل ملعب ترابي $10،000 جدول المباريات الفردية – جدول المباريات الزوجية                | كارين كاستيبلانكو كاميلا سيلفا 6–4 6–3                  | فيرونيكا سبيد رويج فيفيان سغنيني                     | فينيسا فورلانيتو كاتالينا بيلا                         | أرانزا سالو ماري إليز كاساريس ناثاليا روسي فرناندا هرمنغيلدو                        |
| 4 أكتوبر  | مدينة مكسيكو، المكسيك ملعب صلب $10،000 جدول المباريات الفردية – جدول المباريات الزوجية               | ياسمين شناك 6–3 6–1                                     | أندريا بينيتيز                                       | إليزابيث فيريس كارولينا بيتانكورت                      | ميليسا توريس ساندوفال توموكو دوكي جيوفانا مانيفاسيو إيفانا كينج                     |
| 4 أكتوبر  | مدينة مكسيكو، المكسيك ملعب صلب $10،000 جدول المباريات الفردية – جدول المباريات الزوجية               | إيفانا كينج ياسمين شناك 6–7(2) 6–3 [10–7]               | إليزابيث فيريس نيكول روبنسون                         | إليزابيث فيريس كارولينا بيتانكورت                      | ميليسا توريس ساندوفال توموكو دوكي جيوفانا مانيفاسيو إيفانا كينج                     |
| 4 أكتوبر  | الجزائر (مدينة)، الجزائر ملعب ترابي $10،000 جدول المباريات الفردية – جدول المباريات الزوجية          | سيلفيا نجيريتش 3–6 6–3 6–1                              | فاطمة العلمي                                         | سيلفيا ألبانو إيكاترينا نيكتينا                        | مارسيللا كوك لينا بناني أماندين كازو جنيفر ميجان                                    |
| 4 أكتوبر  | الجزائر (مدينة)، الجزائر ملعب ترابي $10،000 جدول المباريات الفردية – جدول المباريات الزوجية          | فاطمة العلمي مارسيللا كوك 6–4 6–3                       | صوفي كورنيروت جنيفر ميجان                            | سيلفيا ألبانو إيكاترينا نيكتينا                        | مارسيللا كوك لينا بناني أماندين كازو جنيفر ميجان                                    |
| 4 أكتوبر  | ويليامزبرغ، الولايات المتحدة ملعب ترابي $10،000 جدول المباريات الفردية – جدول المباريات الزوجية      | لورين ديفيس 6–0 6–0                                     | ليجا ديكميجيري                                       | أنجلينا جابويفا آنا مامالات                            | بريتاني أوغسطين بولينا بيغوس شانيل فان نغوين لورين هيرنغ                            |
| 4 أكتوبر  | ويليامزبرغ، الولايات المتحدة ملعب ترابي $10،000 جدول المباريات الفردية – جدول المباريات الزوجية      | أنجلينا جابويفا سفيتلانا كريفنشيفا 6–4 3–6 [10-8]       | سالومي ديفيدزي ماجدا أوكروشفيللي                     | أنجلينا جابويفا آنا مامالات                            | بريتاني أوغسطين بولينا بيغوس شانيل فان نغوين لورين هيرنغ                            |
| 11 أكتوبر | تورهاوت، بلجيكا ملعب صلب $100،000+H جدول المباريات الفردية – جدول المباريات الزوجية                  | يانينا ويكماير 6–3 6–2                                  | سيمونا هاليب                                         | أندريا هلافاتشكوفا تيميا باشينسكي                      | منى بارثل كارولينا سبريم كيكي بيرتينس أرانتشا روس                                   |
| 11 أكتوبر | تورهاوت، بلجيكا ملعب صلب $100،000+H جدول المباريات الفردية – جدول المباريات الزوجية                  | تيميا باشينسكي تاتيانا جاربين 6–4 6–2                   | ميكايلا كرايتشيك يانينا ويكماير                      | أندريا هلافاتشكوفا تيميا باشينسكي                      | منى بارثل كارولينا سبريم كيكي بيرتينس أرانتشا روس                                   |
| 11 أكتوبر | تروي، الولايات المتحدة ملعب صلب $50،000 جدول المباريات الفردية – جدول المباريات الزوجية              | ريبيكا مارينو 6–1 6–2                                   | أشلي وينهولد                                         | أليكسيس كينغ إيرينا فالكوني                            | أشا رول لورا سيجموند شارون فيشمان ليندساي لي ووترز                                  |
| 11 أكتوبر | تروي، الولايات المتحدة ملعب صلب $50،000 جدول المباريات الفردية – جدول المباريات الزوجية              | ماديسون برينجل آسيا محمد 6–2 6–4                        | إلينا جيدكوفا لورا سيجموند                           | أليكسيس كينغ إيرينا فالكوني                            | أشا رول لورا سيجموند شارون فيشمان ليندساي لي ووترز                                  |
| 11 أكتوبر | جوي ليه تور، فرنسا ملعب صلب 50٬000 دولار جدول المباريات الفردية – جدول المباريات الزوجية             | أليسون ريسك 5–7 6–4 6–1                                 | فيسنا ماناسييفا                                      | يلينا دوكيش تاتيانا مالك                               | إليتسا كوستوفا أودري برغوت ستيفاني كوهين ألورو ستيفاني فوريتز جاكون                 |
| 11 أكتوبر | جوي ليه تور، فرنسا ملعب صلب 50٬000 دولار جدول المباريات الفردية – جدول المباريات الزوجية             | تاتيانا مالك إيرينا بافلوفيتش 6–4 5–7 [10-8]            | ستيفاني كوهين ألورو سليمة صفر                        | يلينا دوكيش تاتيانا مالك                               | إليتسا كوستوفا أودري برغوت ستيفاني كوهين ألورو ستيفاني فوريتز جاكون                 |
| 11 أكتوبر | ماونت غامبير، أستراليا ملعب صلب 25٬000 دولار جدول المباريات الفردية – جدول المباريات الزوجية         | إريكا سما 6–2 6–3                                       | آنا-كلارا دوارتي                                     | أشلي بارتي جيد هوبر                                    | صوفي ليتشر بيمرا أوزجن أشلينغ سومنر تامي باترسون                                    |
| 11 أكتوبر | ماونت غامبير، أستراليا ملعب صلب 25٬000 دولار جدول المباريات الفردية – جدول المباريات الزوجية         | أليسون باي آنا كلارا دوارتي انسحاب                      | دانييلا دومينيكوفيتش ساندرا زانيوسكا                 | أشلي بارتي جيد هوبر                                    | صوفي ليتشر بيمرا أوزجن أشلينغ سومنر تامي باترسون                                    |
| 11 أكتوبر | العين السخنة، مصر ملعب ترابي $10،000 جدول المباريات الفردية – جدول المباريات الزوجية                 | فالنتين كونفالونييري 5-0 انسحاب                         | إيفيتا جيرلوفا                                       | زوزانا زلوخوفا إليزافيتا يانشوك                        | غالينا فوكينا ديسبينا باباميتشايل آنا شكودون لوسي كريجسمانوفا                       |
| 11 أكتوبر | العين السخنة، مصر ملعب ترابي $10،000 جدول المباريات الفردية – جدول المباريات الزوجية                 | إيفيتا جيرلوفا لوسي كريجسمانوفا 6–1 6–4                 | فالنتين كونفالونييري دليلة ياكوبيفيتش                | زوزانا زلوخوفا إليزافيتا يانشوك                        | غالينا فوكينا ديسبينا باباميتشايل آنا شكودون لوسي كريجسمانوفا                       |
| 11 أكتوبر | خاركيف، أوكرانيا سجاد $25،000 جدول المباريات الفردية – جدول المباريات الزوجية                        | أوكسانا كالاشنيكوفا 7–5 4–6 6–4                         | داريا كوتشمينا                                       | صوفيا شاباتافا جانا بيفين                              | أليز ليم بولينا بيخوفا أوكسانا بافلوفا يلينا سفيتولينا                              |
| 11 أكتوبر | خاركيف، أوكرانيا سجاد $25،000 جدول المباريات الفردية – جدول المباريات الزوجية                        | جانا بيفين أناستاسيا فاسيليفا 6–4 6–4                   | ميهايلا بوزارنيسكو مارينا شامايكو                    | صوفيا شاباتافا جانا بيفين                              | أليز ليم بولينا بيخوفا أوكسانا بافلوفا يلينا سفيتولينا                              |
| 11 أكتوبر | سيتيمو سان بيترو، إيطاليا ملعب ترابي $10،000 جدول المباريات الفردية – جدول المباريات الزوجية         | أناستازيا جريمالسكا 4–6 6–2 7–5                         | كارين كناب                                           | فاندا لوكاش Erika Zanchetta                            | Mai Grage Alice Moroni ليزا سابينو Federica Quercia                                 |
| 11 أكتوبر | سيتيمو سان بيترو، إيطاليا ملعب ترابي $10،000 جدول المباريات الفردية – جدول المباريات الزوجية         | سابرين بومغارتن فاليريا بودا 7–5 6–0                    | إليسا ساليس فالنتينا سولبيزيو                        | فاندا لوكاش Erika Zanchetta                            | Mai Grage Alice Moroni ليزا سابينو Federica Quercia                                 |
| 11 أكتوبر | أنطاليا، تركيا ملعب ترابي $10،000 جدول المباريات الفردية – جدول المباريات الزوجية                    | كريستينا دينو 6–3 6–3                                   | باربرا سوباشكيفيتش                                   | فلادا إكشيباروفا ليسلي كيرخوف                          | فيكتوريا توموفا شانتال شكاملوفا كارين مورجوشوفا صوفيا كوفالتس                       |
| 11 أكتوبر | أنطاليا، تركيا ملعب ترابي $10،000 جدول المباريات الفردية – جدول المباريات الزوجية                    | شانتال شكاملوفا نيكولا فيجدوفا 6–1 6–3                  | باشاك إرايدن كاميلا روزاتييلو                        | فلادا إكشيباروفا ليسلي كيرخوف                          | فيكتوريا توموفا شانتال شكاملوفا كارين مورجوشوفا صوفيا كوفالتس                       |
| 11 أكتوبر | باتايا، تايلاند ملعب صلب $10،000 جدول المباريات الفردية – جدول المباريات الزوجية                     | لوكسيكا كومخوم 6–4 6–3                                  | إيما فلود                                            | تشن يي تشو لين                                         | هيرونو واتانابي نيشا ليرتبيتاكسينتشاي كاثرين ويستبري نيكول روتمان                   |
| 11 أكتوبر | باتايا، تايلاند ملعب صلب $10،000 جدول المباريات الفردية – جدول المباريات الزوجية                     | تشن يي فاراتشايا وونجتينتشاي 7–5 6–2                    | جوان تينغ-فاي تشو لين                                | تشن يي تشو لين                                         | هيرونو واتانابي نيشا ليرتبيتاكسينتشاي كاثرين ويستبري نيكول روتمان                   |
| 11 أكتوبر | ساو باولو، البرازيل ملعب ترابي $10،000 جدول المباريات الفردية – جدول المباريات الزوجية               | روكسان فيسمبيرج 7–6(9–7) 4–6 6–4                        | كاتالينا بيلا                                        | كارلا لوسيرو تيليانا بيريرا                            | أرانزا سالو ناتاليا روسي فرناندا هرمنغيلدو فينيسا فورلانيتو                         |
| 11 أكتوبر | ساو باولو، البرازيل ملعب ترابي $10،000 جدول المباريات الفردية – جدول المباريات الزوجية               | مونيك ألبوكيرك فيفيان سغنيني 6–4 6–4                    | ناتاليا روسي باربارا روش                             | كارلا لوسيرو تيليانا بيريرا                            | أرانزا سالو ناتاليا روسي فرناندا هرمنغيلدو فينيسا فورلانيتو                         |
| 11 أكتوبر | بول، كرواتيا ملعب ترابي $10،000 جدول المباريات الفردية – جدول المباريات الزوجية                      | ديانا بانوفيتش 6–0 6–0                                  | مارتينا جليداتشيفا                                   | فيفيان فييرين إنغريد-ألكسندرا رادو                     | باولا سيغوي إنجا بريسلان كاتارزينا كاوا ديانا رايكوفيتش                             |
| 11 أكتوبر | بول، كرواتيا ملعب ترابي $10،000 جدول المباريات الفردية – جدول المباريات الزوجية                      | كاتارزينا كاوا ناتاليا كولات 5–7 6–4 [10-8]             | إنجا بريسلان إيفا واكانو                             | فيفيان فييرين إنغريد-ألكسندرا رادو                     | باولا سيغوي إنجا بريسلان كاتارزينا كاوا ديانا رايكوفيتش                             |
| 11 أكتوبر | ليما، بيرو ملعب ترابي $10،000 جدول المباريات الفردية – جدول المباريات الزوجية                        | لوسيا جارا-لوزانو 6–7(4) 6–3 6–3                        | ماريا فرناندا ألفيس                                  | باتريسيا كو فلوريس كاثرين ميراندا شانغ                 | ناتالي يو غوادالوبي بيريز روجاس إنغريد فارغاس كالفو أندريا كوخ بنفنوتو              |
| 11 أكتوبر | ليما، بيرو ملعب ترابي $10،000 جدول المباريات الفردية – جدول المباريات الزوجية                        | ماريا فرناندا ألفيس إيزابيلا ميروأ 6–4 6–4              | كارين كاستيبلانكو أندريا كوخ بنفنوتو                 | باتريسيا كو فلوريس كاثرين ميراندا شانغ                 | ناتالي يو غوادالوبي بيريز روجاس إنغريد فارغاس كالفو أندريا كوخ بنفنوتو              |
| 18 أكتوبر | سانت رافاييل، فرنسا ملعب صلب $50،000 جدول المباريات الفردية – جدول المباريات الزوجية                 | أليسون ريسك 6–4 6–2                                     | أورزولا رادفانسكا                                    | لورا بوس تيو تاتيانا مالك                              | كلير فويرشتاين كارولينا سبريم ستيفاني فورتز جاكون فيسنا ماناسييفا                   |
| 18 أكتوبر | سانت رافاييل، فرنسا ملعب صلب $50،000 جدول المباريات الفردية – جدول المباريات الزوجية                 | ساندرا كليمينشيتس تاتيانا مالك 6–2 6–4                  | إستريلا كابيزا كانديلا لورا بوس تيو                  | لورا بوس تيو تاتيانا مالك                              | كلير فويرشتاين كارولينا سبريم ستيفاني فورتز جاكون فيسنا ماناسييفا                   |
| 18 أكتوبر | روك هيل، الولايات المتحدة ملعب صلب $25،000 جدول المباريات الفردية – جدول المباريات الزوجية           | كاميلا جيورجي 6–3 6–4                                   | إيرينا فالكوني                                       | لورين ألبانيز يلينا باندزيك                            | كيتلين ووريسكي شارون فيشمان غريس مين كريستا ملعب صلبebeck                           |
| 18 أكتوبر | روك هيل، الولايات المتحدة ملعب صلب $25،000 جدول المباريات الفردية – جدول المباريات الزوجية           | ماريا فرناندا ألفيس ماريانا دوكي 6–1 4–6 [10-4]         | سناز ماراند كيتلين ووريسكي                           | لورين ألبانيز يلينا باندزيك                            | كيتلين ووريسكي شارون فيشمان غريس مين كريستا ملعب صلبebeck                           |
| 18 أكتوبر | غلاسكو، المملكة المتحدة ملعب صلب $25،000 جدول المباريات الفردية – جدول المباريات الزوجية             | كارولينا بلسكوفا 3–6 6–0 6–3                            | إيريني جيورجاتو                                      | نايومي برودي ماغالي دي لاتر                            | فاليريا سافينيخ أودري برغوت ايرينا كاميليا باغو تارا مور                            |
| 18 أكتوبر | غلاسكو، المملكة المتحدة ملعب صلب $25،000 جدول المباريات الفردية – جدول المباريات الزوجية             | كارين باربات جوليا ماير انسحاب                          | إيريني جيورجاتو فاليريا سافينيخ                      | نايومي برودي ماغالي دي لاتر                            | فاليريا سافينيخ أودري برغوت ايرينا كاميليا باغو تارا مور                            |
| 18 أكتوبر | إشبيلية، إسبانيا ملعب ترابي $10،000 جدول المباريات الفردية – جدول المباريات الزوجية                  | كارين كناب 6–0 6–1                                      | أندريا غاميز                                         | إيفا فرنانديز بروجوز أناستازيا جريمالسكا               | بيلار دومينغيز لوبيز فيديريكا كورشيا أماندا كاريراس أرابيلا فرنانديز رابنر          |
| 18 أكتوبر | إشبيلية، إسبانيا ملعب ترابي $10،000 جدول المباريات الفردية – جدول المباريات الزوجية                  | بيلار دومينغيز لوبيز شيليا سولسونا كاركاسونا 7–6(2) 6–2 | مورغان بونس أليس تيسيت                               | إيفا فرنانديز بروجوز أناستازيا جريمالسكا               | بيلار دومينغيز لوبيز فيديريكا كورشيا أماندا كاريراس أرابيلا فرنانديز رابنر          |
| 18 أكتوبر | دوبروفنيك، كرواتيا ملعب ترابي $10،000 جدول المباريات الفردية – جدول المباريات الزوجية                | ديانا بوزيان 6–3 7–5                                    | فيفيان فيرين                                         | ديانا بانوفيتش مارتينا جليداتشيفا                      | ناتاشا زوريتش باولا سيجوي كاتارزينا كاوا دانكا كوفينتش                              |
| 18 أكتوبر | دوبروفنيك، كرواتيا ملعب ترابي $10،000 جدول المباريات الفردية – جدول المباريات الزوجية                | رالوكا إلينا بلاتون إنجريد-ألكسندرا رادو 1–6 6–1 [10–6] | إلورا دابيغا ناتاشا زوريتش                           | ديانا بانوفيتش مارتينا جليداتشيفا                      | ناتاشا زوريتش باولا سيجوي كاتارزينا كاوا دانكا كوفينتش                              |
| 18 أكتوبر | أنطاليا، تركيا ملعب ترابي $10،000 جدول المباريات الفردية – جدول المباريات الزوجية                    | كريستينا دينو 6–2 6–2                                   | بولينا فينوجرادوفا                                   | نيكولا سلاتر فلادا إكشيبروفا                           | صوفيا كوفالتس كورينا بيركوفيتش نيكولا فاجدوفا إيزابيلا شنيكوفا                      |
| 18 أكتوبر | أنطاليا، تركيا ملعب ترابي $10،000 جدول المباريات الفردية – جدول المباريات الزوجية                    | كريستينا دينو أيونيلا-أندريا أيوا 1–6 6–2 [10–7]        | فلادا إكشيباروفا باربرا سوباشكيفيتش                  | نيكولا سلاتر فلادا إكشيبروفا                           | صوفيا كوفالتس كورينا بيركوفيتش نيكولا فاجدوفا إيزابيلا شنيكوفا                      |
| 18 أكتوبر | يونغوول، كوريا الجنوبية ملعب صلب $10،000 جدول المباريات الفردية – جدول المباريات الزوجية             | كيم كون هي 7–5 1–2 انسحاب                               | كيم ناري                                             | كيم سون جونغ كيم هيه سونغ                              | هونغ هيون-هوي كيم جونغ يونيو يومي ناكانو كانغ سوو كيونغ                             |
| 18 أكتوبر | يونغوول، كوريا الجنوبية ملعب صلب $10،000 جدول المباريات الفردية – جدول المباريات الزوجية             | كيم جي يونغ كيم جونغ يونيو 3–6 7–5 [10–7]               | كيم كون هي كيم ناري                                  | كيم سون جونغ كيم هيه سونغ                              | هونغ هيون-هوي كيم جونغ يونيو يومي ناكانو كانغ سوو كيونغ                             |
| 18 أكتوبر | سانتا ماريا دو هيرفال، البرازيل ملعب ترابي $10،000 جدول المباريات الفردية – جدول المباريات الزوجية   | روكسان فيسمبيرج 6–3 6–4                                 | فرناندا بريتو                                        | ناتاشا لوتوفو فيرونيكا سبيد رويج                       | إدواردا بياي ليز بوغارين كوهلر بوغارين إيزابيلا روبيني دانييلا سيغيل                |
| 18 أكتوبر | سانتا ماريا دو هيرفال، البرازيل ملعب ترابي $10،000 جدول المباريات الفردية – جدول المباريات الزوجية   | فيرونيكا سبيد رويج فيفيان سغنيني انسحاب                 | ناتاشا لوتوفو روكسان فيسمبيرج                        | ناتاشا لوتوفو فيرونيكا سبيد رويج                       | إدواردا بياي ليز بوغارين كوهلر بوغارين إيزابيلا روبيني دانييلا سيغيل                |
| 18 أكتوبر | العين السخنة، مصر ملعب ترابي $10،000 جدول المباريات الفردية – جدول المباريات الزوجية                 | ألكسندرا كادانتو 6–2 6–3                                | زوزانا زلوخوفا                                       | ريكا-لوكا جاني فيفيان جوهازوفا                         | إلين بويكنز لوسي كريجسمانوفا إليزافيتا يانشوك مارتينا كوبيشيكوفا                    |
| 18 أكتوبر | العين السخنة، مصر ملعب ترابي $10،000 جدول المباريات الفردية – جدول المباريات الزوجية                 | ايفيتا جيرلوفا لوسي كريجسمانوفا 6–3 3–6 [10-8]          | ريكا-لوكا جاني مارتينا كوبيشيكوفا                    | ريكا-لوكا جاني فيفيان جوهازوفا                         | إلين بويكنز لوسي كريجسمانوفا إليزافيتا يانشوك مارتينا كوبيشيكوفا                    |
| 18 أكتوبر | منستير، تونس ملعب صلب $10،000 جدول المباريات الفردية – جدول المباريات الزوجية                        | مارتينا بوريكا 7–5 6–1                                  | يانا كابلوفا                                         | أنس جابر نور عباس                                      | ستيفاني فونجساوثي أليس سافورتي غيسلين فان باال أوشياني أدام                         |
| 18 أكتوبر | منستير، تونس ملعب صلب $10،000 جدول المباريات الفردية – جدول المباريات الزوجية                        | إيرينا غليماكوفا بولينا مونوفا 6–2 1–6 [10–7]           | يوڤانا ياكشيتش ساشا خابيبولينا                       | أنس جابر نور عباس                                      | ستيفاني فونجساوثي أليس سافورتي غيسلين فان باال أوشياني أدام                         |
| 18 أكتوبر | خون كاين، تايلاند ملعب صلب $10،000 جدول المباريات الفردية – جدول المباريات الزوجية                   | تشو لين 6–3 6–2                                         | لوكسيكا كومخوم                                       | مايا كاتو بينجتارن بليبويتش                            | ألِيسا دانيلوفا نيكول روتمان كاثرين ويستبري كامنوان بويايم                           |
| 18 أكتوبر | خون كاين، تايلاند ملعب صلب $10،000 جدول المباريات الفردية – جدول المباريات الزوجية                   | لوكسيكا كومخوم فاراتشايا وونجتينتشاي 6–4 7–5            | ترانج هوينه فوان داي مايا كاتو                       | مايا كاتو بينجتارن بليبويتش                            | ألِيسا دانيلوفا نيكول روتمان كاثرين ويستبري كامنوان بويايم                           |
| 18 أكتوبر | عكا، إسرائيل ملعب صلب $10،000 جدول المباريات الفردية – جدول المباريات الزوجية                        | جوليا غلوشكو 6–2 6–2                                    | جوليا كيميلمان                                       | زوزانا لينهوفا غالي دي وايل                            | فاليريا باتيوك دنيز خزانيك ديانا إيسايفا جانينا تولين                               |
| 18 أكتوبر | عكا، إسرائيل ملعب صلب $10،000 جدول المباريات الفردية – جدول المباريات الزوجية                        | جوليا غلوشكو جانينا تولين 6–2 6–2                       | غالي دي وايل زوزانا لينهوفا                          | زوزانا لينهوفا غالي دي وايل                            | فاليريا باتيوك دنيز خزانيك ديانا إيسايفا جانينا تولين                               |
| 18 أكتوبر | لاغوس، نيجيريا ملعب صلب $25،000 جدول المباريات الفردية – جدول المباريات الزوجية                      | سوزانا كاتشوفا 6–2 6–0                                  | ناتالي بيكيون                                        | ميلاني كلافنير دليلة ياكوبوفيتش                        | كارولينا نواك غيل برودسكي كوني بيرين نينا براتشيكوفا                                |
| 18 أكتوبر | لاغوس، نيجيريا ملعب صلب $25،000 جدول المباريات الفردية – جدول المباريات الزوجية                      | نينا براتشيكوفا Áغنيس زاتماري 6–4 6–3                   | آنا برازنيكوفا أنستاسيا موخاميتوفا                   | ميلاني كلافنير دليلة ياكوبوفيتش                        | كارولينا نواك غيل برودسكي كوني بيرين نينا براتشيكوفا                                |
| 25 أكتوبر | بواتييه، فرنسا ملعب صلب $100،000 جدول المباريات الفردية – جدول المباريات الزوجية                     | صوفيا أرفيدسون 6–2 7–6(4)                               | بولين بارمنتييه                                      | كارولينا سبريم بيترا كفيتوفا                           | ريجينا كولكوفا ستيفاني فورتز جاكون آن كريمر ماغدالينا ريباريكوفا                    |
| 25 أكتوبر | بواتييه، فرنسا ملعب صلب $100،000 جدول المباريات الفردية – جدول المباريات الزوجية                     | لوسي هراديكا ريناتا فوراكوفا 6–7(5) 6–2 [10-5]          | أكجول أمانمورادوف كريستينا بارويس                    | كارولينا سبريم بيترا كفيتوفا                           | ريجينا كولكوفا ستيفاني فورتز جاكون آن كريمر ماغدالينا ريباريكوفا                    |
| 25 أكتوبر | القاهرة، مصر ملعب ترابي $25،000 جدول المباريات الفردية – جدول المباريات الزوجية                      | ستيفاني فوجت 6–1 6–3                                    | ماشا زيك بشكيريتش                                    | ماريا جواو كوهلر كريستينا كوكوفا                       | ريكا-لوكا ياني ميكايلا بوشابوفا مارجاليتا تشاخناشفيلي نانولي بيبيا                  |
| 25 أكتوبر | القاهرة، مصر ملعب ترابي $25،000 جدول المباريات الفردية – جدول المباريات الزوجية                      | ريكا-لوكا ياني مارتينا كوبيشيكوفا 6–7(4) 6–1 [11-9]     | ستيفاني فوجت ماشا زيك بشكيريتش                       | ماريا جواو كوهلر كريستينا كوكوفا                       | ريكا-لوكا ياني ميكايلا بوشابوفا مارجاليتا تشاخناشفيلي نانولي بيبيا                  |
| 25 أكتوبر | لاغوس، نيجيريا ملعب صلب $25،000 جدول المباريات الفردية – جدول المباريات الزوجية                      | نينا براتشيكوفا 7–5 6–1                                 | سوزانا كاتشوفا                                       | أغنيس سزابماري ناتالي بيكيون                           | أنستازيا موخامتوفا ميلاني كلافنير كوني بيرين كارولينا كوسينسكا                      |
| 25 أكتوبر | لاغوس، نيجيريا ملعب صلب $25،000 جدول المباريات الفردية – جدول المباريات الزوجية                      | ميلاني كلافنير كارولينا كوسينسكا 3–6 7–5 [10–7]         | نينا براتشيكوفا أغنيس سزابماري                       | أغنيس سزابماري ناتالي بيكيون                           | أنستازيا موخامتوفا ميلاني كلافنير كوني بيرين كارولينا كوسينسكا                      |
| 25 أكتوبر | بايامون، بورتوريكو ملعب صلب $25،000 جدول المباريات الفردية – جدول المباريات الزوجية                  | لورين ديفيس 7–6(7–5) 6–4                                | ماديسون كيز                                          | ماريا إيروغيين جوانا كونتا                             | سلون ستيفنز تامارين هندلر لورين ألبانيز جوليا كوهين                                 |
| 25 أكتوبر | بايامون، بورتوريكو ملعب صلب $25،000 جدول المباريات الفردية – جدول المباريات الزوجية                  | ماريا فرناندا ألفيس ماري إيف بللوتيه 7–6(5) 6–4         | ماريا إيروغيين فلورنسيا مولينيرو                     | ماريا إيروغيين جوانا كونتا                             | سلون ستيفنز تامارين هندلر لورين ألبانيز جوليا كوهين                                 |
| 25 أكتوبر | إسطنبول، تركيا ملعب صلب $25،000 جدول المباريات الفردية – جدول المباريات الزوجية                      | إيرينا كورياونوفيتش 3–6 6–1 7–5                         | أندريا هلافاشكوفا                                    | إيكاترينا بيشكوفا داريا كوستوفا                        | سيلفيا نجيريتش آنا فرلجيتش كارولينا بلسكوفا ماغالي دي لاتر                          |
| 25 أكتوبر | إسطنبول، تركيا ملعب صلب $25،000 جدول المباريات الفردية – جدول المباريات الزوجية                      | أوكسانا كالاشنيكوفا مارتا سيروتكينا 6–3 6–1             | إيكاترينا بيشكوفا داريا كوستوفا                      | إيكاترينا بيشكوفا داريا كوستوفا                        | سيلفيا نجيريتش آنا فرلجيتش كارولينا بلسكوفا ماغالي دي لاتر                          |
| 25 أكتوبر | سانت كوجات، إسبانيا ملعب ترابي $10،000 جدول المباريات الفردية – جدول المباريات الزوجية               | بينيديتا دافاتوه 6–4 3–6 6–2                            | فيديريكا كويرشا                                      | إيفيتا دابكوتي كارين كناب                              | ديانا ستومليغا لورا أوبيدا لوبيز جورجينا جارثيا-بيريز يفجينيا كريفوروتشكو           |
| 25 أكتوبر | سانت كوجات، إسبانيا ملعب ترابي $10،000 جدول المباريات الفردية – جدول المباريات الزوجية               | إيفون كافالي-ريمرز كارمن لوبيز رودا 6–3 7–5             | ديزيريه شيلينز يانا سيزيكوفا                         | إيفيتا دابكوتي كارين كناب                              | ديانا ستومليغا لورا أوبيدا لوبيز جورجينا جارثيا-بيريز يفجينيا كريفوروتشكو           |
| 25 أكتوبر | دوبروفنيك، كرواتيا ملعب ترابي $10،000 جدول المباريات الفردية – جدول المباريات الزوجية                | كلوديا بوتسوفا 6–3 7–5                                  | ناتاشا زوريتش                                        | ديانا بوزيان ديجانة بانوفتش                            | أندريا فايديانيو ياسمينا كايتازوفيتش دارينا شيدينكوفا إيلورا دابييا                 |
| 25 أكتوبر | دوبروفنيك، كرواتيا ملعب ترابي $10،000 جدول المباريات الفردية – جدول المباريات الزوجية                | ديانا بوزيان أندريا فايديانيو 6–3 6–2                   | أولغا بروزدا ناتاليا كولات                           | ديانا بوزيان ديجانة بانوفتش                            | أندريا فايديانيو ياسمينا كايتازوفيتش دارينا شيدينكوفا إيلورا دابييا                 |
| 25 أكتوبر | فيلا ريال سانتو أنطونيو، البرتغال ملعب ترابي $10،000 جدول المباريات الفردية – جدول المباريات الزوجية | أناستازيا جريمالسكا 6–1 7–5                             | لينا-ماري هوفمان                                     | مارسيللا كوك مورغان بونس                               | أرابيلا فيرنانديز رابنير بيلار دومينغيز لوبيز بترا كرجسوفا أليس تيسيت               |
| 25 أكتوبر | فيلا ريال سانتو أنطونيو، البرتغال ملعب ترابي $10،000 جدول المباريات الفردية – جدول المباريات الزوجية | أليس بالدوتشي أناستازيا جريمالسكا 6–2 6–3               | مورغان بونس أليس تيسيت                               | مارسيللا كوك مورغان بونس                               | أرابيلا فيرنانديز رابنير بيلار دومينغيز لوبيز بترا كرجسوفا أليس تيسيت               |
| 25 أكتوبر | يونغوول، كوريا الجنوبية ملعب صلب $10،000 جدول المباريات الفردية – جدول المباريات الزوجية             | كيم جي-يونغ 7–6(7–1) 6–3                                | كانغ سو-كيونغ                                        | كيم كون-هي جونغ يون-يونغ                               | جانغ سو جونج أنايف باين كيم هاي-سونغ لي هاي-مين                                     |
| 25 أكتوبر | يونغوول، كوريا الجنوبية ملعب صلب $10،000 جدول المباريات الفردية – جدول المباريات الزوجية             | هام مي-راي جونغ يون-يونغ 6–3 2–6 [10-4]                 | كانغ سو-كيونغ لي هاي-مين                             | كيم كون-هي جونغ يون-يونغ                               | جانغ سو جونج أنايف باين كيم هاي-سونغ لي هاي-مين                                     |
| 25 أكتوبر | بوغوتا، كولومبيا ملعب ترابي $10،000 جدول المباريات الفردية – جدول المباريات الزوجية                  | أدريانا بيريز 6–1 1–6 6–1                               | كارين كاستيبلانكو                                    | دانييلا سيغيل ميليسا بوليفار                           | أندريا كوخ بنفنوتو باتريسيا كو فلوريس ألكسندرا مورينو-كاستي ماريانا ديميكلي فيرغارا |
| 25 أكتوبر | بوغوتا، كولومبيا ملعب ترابي $10،000 جدول المباريات الفردية – جدول المباريات الزوجية                  | كارين كاستيبلانكو أندريا كوخ بنفنوتو 1–6 6–3 [10–6]     | فرناندا بريتو دانييلا سيغيل                          | دانييلا سيغيل ميليسا بوليفار                           | أندريا كوخ بنفنوتو باتريسيا كو فلوريس ألكسندرا مورينو-كاستي ماريانا ديميكلي فيرغارا |
| 25 أكتوبر | تايبيه، تايبيه الصينية ملعب صلب $10،000 جدول المباريات الفردية – جدول المباريات الزوجية              | تشينغ سيساي 6–3 6–3                                     | تشانغ لينغ                                           | تشان تشين وي تشن يي                                    | يومي ناكانو ليو شاو زوو هيش سو وي تشين لو-لينغ                                      |
| 25 أكتوبر | تايبيه، تايبيه الصينية ملعب صلب $10،000 جدول المباريات الفردية – جدول المباريات الزوجية              | كاو شاو-يوان وانغ كيانغ 6–3 7–6(2)                      | جوان تينغ-فاي تشينغ سيساي                            | تشان تشين وي تشن يي                                    | يومي ناكانو ليو شاو زوو هيش سو وي تشين لو-لينغ                                      |
| 25 أكتوبر | إيتو، البرازيل ملعب ترابي $10،000 جدول المباريات الفردية – جدول المباريات الزوجية                    | ناتاليا روسي 6–4 6–4                                    | بربارة روش                                           | فيفيان سغنيني إيزابيلا روببياني                        | ناثالي كوراتا تيليانا بيريرا كاتالينا لوبيز إدواردا بياي                            |
| 25 أكتوبر | إيتو، البرازيل ملعب ترابي $10،000 جدول المباريات الفردية – جدول المباريات الزوجية                    | غابرييلا سي فيفيان سغنيني 6–0 6–4                       | فلافيا ديشاندي أراوجو كارلا فورت                     | فيفيان سغنيني إيزابيلا روببياني                        | ناثالي كوراتا تيليانا بيريرا كاتالينا لوبيز إدواردا بياي                            |
| 25 أكتوبر | كوتشينغ، ماليزيا ملعب صلب $10،000 جدول المباريات الفردية – جدول المباريات الزوجية                    | سابينا شاريبوفا 6–4 6–3                                 | ساندي جوموليا                                        | إيلودي روجي-ديتريش بيا سومالينين                       | إيفانا كينج روشمي تشاكرافارتي جيسيكا سابيشينسكايا نيكول روتمان                      |
| 25 أكتوبر | كوتشينغ، ماليزيا ملعب صلب $10،000 جدول المباريات الفردية – جدول المباريات الزوجية                    | ساندي جوموليا سابينا شاريبوفا 6–3 6–2                   | روشمي تشاكرافارتي إيلودي روجي-ديتريش                 | إيلودي روجي-ديتريش بيا سومالينين                       | إيفانا كينج روشمي تشاكرافارتي جيسيكا سابيشينسكايا نيكول روتمان                      |
| 25 أكتوبر | المنستير، تونس ملعب صلب $10،000 جدول المباريات الفردية – جدول المباريات الزوجية                      | يانا كابلوفا 6–2 6–2                                    | ديانا مارسنكفيتشا                                    | أنس جابر بيرنيس فان دي فيلدي                           | أليس سافوريتي ديانا أروتيونوفا كيمبرلي كاسار مارتينا كاتشيوتي                       |
| 25 أكتوبر | المنستير، تونس ملعب صلب $10،000 جدول المباريات الفردية – جدول المباريات الزوجية                      | كيم كيلسدونك نيكوليت فان أوتيرت 6–3 6–2                 | إندرا بيجي نيكول كليريكو                             | أنس جابر بيرنيس فان دي فيلدي                           | أليس سافوريتي ديانا أروتيونوفا كيمبرلي كاسار مارتينا كاتشيوتي                       |

## نوفمبر
| الأسبوع   | البطولة | الفائزات                                                   | الوصيفات                                 | المتأهلات لنصف النهائي                                               | المتأهلات لربع النهائي                                                        |
| --------- | --- | ---------------------------------------------------------- | ---------------------------------------- | -------------------------------------------------------------------- | ----------------------------------------------------------------------------- |
| 1 نوفمبر  | OEC Taipei Ladies Open تايبيه، تايبيه الصينية سجاد $100،000+H فردي – زوجي                                              | بينغ شواي 6–1 6–4                                          | أيومي موريتا                             | جارميلا غروث تامارين تاناسوجارن                                      | تشانغ كاي تشن وانغ كيانغ بويانا يوفانوفسكي جونري ناميجاتا                     |
| 1 نوفمبر  | OEC Taipei Ladies Open تايبيه، تايبيه الصينية سجاد $100،000+H فردي – زوجي                                              | تشانغ كاي تشن شوانغ شيا جونغ 6–4 6–2                       | هيش سو وي سانيا ميرزا                    | جارميلا غروث تامارين تاناسوجارن                                      | تشانغ كاي تشن وانغ كيانغ بويانا يوفانوفسكي جونري ناميجاتا                     |
| 1 نوفمبر  | غرابفين، الولايات المتحدة ملعب صلب $50،000 جدول المباريات الفردية – جدول المباريات الزوجية                             | فارفارا ليبتشينكو 7–6(1) 6–4                               | جيمي هامبتون                             | ألكسندرا ستيفنسون ماديسون برينجل                                     | آنا تاتيشفيلي إلينا كوليكوفا أجلا توملجانوفيتش أشا رول                        |
| 1 نوفمبر  | غرابفين، الولايات المتحدة ملعب صلب $50،000 جدول المباريات الفردية – جدول المباريات الزوجية                             | أشا رول ماشونا واشنتون 5–7 6–2 [11-9]                      | جولي ديتي شانل سكيبرز                    | ألكسندرا ستيفنسون ماديسون برينجل                                     | آنا تاتيشفيلي إلينا كوليكوفا أجلا توملجانوفيتش أشا رول                        |
| 1 نوفمبر  | تورونتو، كندا ملعب صلب $50،000 جدول المباريات الفردية – جدول المباريات الزوجية                                         | هيذر واتسون 6–3 6–3                                        | أليز ليم                                 | ريبيكا مارينو سلون ستيفنز                                            | كارولين غارسيا كارول تشاو لورين ألبانيز يلينا باندزيك                         |
| 1 نوفمبر  | تورونتو، كندا ملعب صلب $50،000 جدول المباريات الفردية – جدول المباريات الزوجية                                         | غابرييلا دابروفسكي شارون فيشمان 6–4 6–0                    | بريتاني أوغسطين ألكسندرا مولر            | ريبيكا مارينو سلون ستيفنز                                            | كارولين غارسيا كارول تشاو لورين ألبانيز يلينا باندزيك                         |
| 1 نوفمبر  | إسمانينغ، ألمانيا Carpet $50،000+H جدول المباريات الفردية – جدول المباريات الزوجية                                     | أورزولا رادفانسكا 7–5 6–4                                  | أندريا هلافاتشكوفا                       | كريستينا بارويس تاتيانا مالك                                         | نايومي كافاداي آنيكا بيك ريجينا كولكوفا يوليا شروف                            |
| 1 نوفمبر  | إسمانينغ، ألمانيا Carpet $50،000+H جدول المباريات الفردية – جدول المباريات الزوجية                                     | كريستينا بارويس آنا لينا غرونفيلد 6–1 7–6(3)               | تتيانا أريفيفا يوليانا فيداك             | كريستينا بارويس تاتيانا مالك                                         | نايومي كافاداي آنيكا بيك ريجينا كولكوفا يوليا شروف                            |
| 1 نوفمبر  | نانت، فرنسا ملعب صلب 50٬000+H جدول المباريات الفردية – جدول المباريات الزوجية                                          | لوسي هراديكا 6–3 6–1                                       | فاليريا سافينيخ                          | إيوانا رالوكا أولارو ستيفاني فورتز جاكون                             | ريناتا فوراكوفا سيفرين بريمون بيلترام ميرفانا يوجيتش سالكيتش أناييس لاوريندون |
| 1 نوفمبر  | نانت، فرنسا ملعب صلب 50٬000+H جدول المباريات الفردية – جدول المباريات الزوجية                                          | آن كيوثافونج آنا سميث 5–7 6–1 [10–6]                       | ميرفانا يوجيتش سالكيتش داريا جوراك       | إيوانا رالوكا أولارو ستيفاني فورتز جاكون                             | ريناتا فوراكوفا سيفرين بريمون بيلترام ميرفانا يوجيتش سالكيتش أناييس لاوريندون |
| 1 نوفمبر  | كالغورلي، أستراليا ملعب صلب 25٬000 جدول المباريات الفردية – جدول المباريات الزوجية                                     | جوليا غلوشكو 6–1 6–2                                       | إيزابيلا هولاند                          | جيسيكا مور ساشا جونز                                                 | ميلاني ساوث ايرينا كاميليا باغو أوليفيا روجوفسكا تشالا بويوكاكاتشاي           |
| 1 نوفمبر  | كالغورلي، أستراليا ملعب صلب 25٬000 جدول المباريات الفردية – جدول المباريات الزوجية                                     | دانييلا دومينيكوفيتش جيسيكا مور 6–4 2–6 [10–6]             | تيميا بابوش مونيكا ويجنيرت               | جيسيكا مور ساشا جونز                                                 | ميلاني ساوث ايرينا كاميليا باغو أوليفيا روجوفسكا تشالا بويوكاكاتشاي           |
| 1 نوفمبر  | بوغوتا، كولومبيا ملعب ترابي $10،000 جدول المباريات الفردية – جدول المباريات الزوجية                                    | يوليانا ليزارازو 6–1 7–6(1)                                | ناتالي يو                                | أندريا كوخ بنفنوتو كارين كاستيبلانكو                                 | باتريسيا كو فلوريس كارينا سوزا غابرييلا كوجلتيور فرناندا بريتو                |
| 1 نوفمبر  | بوغوتا، كولومبيا ملعب ترابي $10،000 جدول المباريات الفردية – جدول المباريات الزوجية                                    | يوليانا ليزارازو أدريانا بيريز 6–2 7–6(5)                  | كارين كاستيبلانكو أندريا كوخ بنفنوتو     | أندريا كوخ بنفنوتو كارين كاستيبلانكو                                 | باتريسيا كو فلوريس كارينا سوزا غابرييلا كوجلتيور فرناندا بريتو                |
| 1 نوفمبر  | مانيلا، الفلبين ملعب صلب $10،000 جدول المباريات الفردية – جدول المباريات الزوجية                                       | بيا سومالينين 6–3 6–3                                      | لوكسيكا كومخوم                           | كاثارينا لهنرت جالي دي وايل                                          | نونجنادا واناسوك بينجتارن بليبويتش شانيل فان نوين إيلودي روج ديترتش           |
| 1 نوفمبر  | مانيلا، الفلبين ملعب صلب $10،000 جدول المباريات الفردية – جدول المباريات الزوجية                                       | يانغ زاوكسوان تشو لين 6–4 6–7(5) [10–7]                    | كيم جي يونغ كيم جين هي                   | كاثارينا لهنرت جالي دي وايل                                          | نونجنادا واناسوك بينجتارن بليبويتش شانيل فان نوين إيلودي روج ديترتش           |
| 1 نوفمبر  | كاريلو، الأرجنتين ملعب ترابي $10،000 جدول المباريات الفردية – جدول المباريات الزوجية                                   | فينيسا فورلانيتو 6–3 6–3                                   | كارلا لوسيرو                             | لوسيا جارا-لوزانو تاتيانا بوا                                        | فلورنسيا دي بياسي كارولينا نواك لوسيانا سارمينتي كاميلا سيلفا                 |
| 1 نوفمبر  | كاريلو، الأرجنتين ملعب ترابي $10،000 جدول المباريات الفردية – جدول المباريات الزوجية                                   | فينيسا فورلانيتو كاميلا سيلفا 6–2 6–1                      | لوسيا جارا-لوزانو لوسيانا سارمينتي       | لوسيا جارا-لوزانو تاتيانا بوا                                        | فلورنسيا دي بياسي كارولينا نواك لوسيانا سارمينتي كاميلا سيلفا                 |
| 1 نوفمبر  | مايوركا، إسبانيا ملعب ترابي $10،000 جدول المباريات الفردية – جدول المباريات الزوجية                                    | لارا أروابارينا فيسينو 6–3 6–3                             | ساندرا سولير-سولا                        | كاتيرينا فانكوفا إينيس فيرير سواريز                                  | أريابيلا فيرنانديز رابنر ماريا جواو كوهلر كارمن لوبيز رويدا جويا باربييري     |
| 1 نوفمبر  | مايوركا، إسبانيا ملعب ترابي $10،000 جدول المباريات الفردية – جدول المباريات الزوجية                                    | لارا أروابارينا فيسينو إينيس فيرير سواريز 7–5 6–2          | ماريا جواو كوهلر أوغوستا تسيبيشيفا       | كاتيرينا فانكوفا إينيس فيرير سواريز                                  | أريابيلا فيرنانديز رابنر ماريا جواو كوهلر كارمن لوبيز رويدا جويا باربييري     |
| 1 نوفمبر  | سندرلاند، المملكة المتحدة ملعب صلب $10،000 جدول المباريات الفردية – جدول المباريات الزوجية                             | آنا فيتزباتريك 6–2 3–6 7–5                                 | سامانثا موراي                            | جوستينا ججيولكا جوسلين ري                                            | كاثارينا هوليرت ياسمين كلارك نيكولا فرانكوفا سامانثا فيكرز                    |
| 1 نوفمبر  | سندرلاند، المملكة المتحدة ملعب صلب $10،000 جدول المباريات الفردية – جدول المباريات الزوجية                             | أماندا إليوت آنا فيتزباتريك 6–2 6–3                        | تارا مور فرانسيسكا ستيفنسون              | جوستينا ججيولكا جوسلين ري                                            | كاثارينا هوليرت ياسمين كلارك نيكولا فرانكوفا سامانثا فيكرز                    |
| 1 نوفمبر  | ستوكهولم، السويد ملعب صلب $10،000 جدول المباريات الفردية – جدول المباريات الزوجية                                      | ميكايلا أونتشوفا 6–4 6–7(5) 6–3                            | آنا برازهنيكوفا                          | ديانا مارسنكفيتشا سينا كيسر                                          | ستيفاني فونجساوثي كارولين روغده مو أليسون فان يوتفانخ لارا ميشيل              |
| 1 نوفمبر  | ستوكهولم، السويد ملعب صلب $10،000 جدول المباريات الفردية – جدول المباريات الزوجية                                      | زينيا كنول لارا ميشيل 6–3 6–3                              | كارين باربات آنا برازنيكوفا              | ديانا مارسنكفيتشا سينا كيسر                                          | ستيفاني فونجساوثي كارولين روغده مو أليسون فان يوتفانخ لارا ميشيل              |
| 1 نوفمبر  | أنطاليا، تركيا ملعب صلب $10،000 جدول المباريات الفردية – جدول المباريات الزوجية                                        | مارتا سيروتكينا 6–2 6–0                                    | مارتينا بالوجوفا                         | ليزلي كيرخوف فلادا إكشيبروفا                                         | إميلي باكيت كريستينا ميتو كلوديا بوكزوفا نيكولا سلاتر                         |
| 1 نوفمبر  | أنطاليا، تركيا ملعب صلب $10،000 جدول المباريات الفردية – جدول المباريات الزوجية                                        | نيجينا أبدوريموفا مارتينا سيروتكينا 3–6 6–1 [10–7]         | جوليا ساموسيفا إيكاترينا ياكوفليفا       | ليزلي كيرخوف فلادا إكشيبروفا                                         | إميلي باكيت كريستينا ميتو كلوديا بوكزوفا نيكولا سلاتر                         |
| 1 نوفمبر  | مينسك، بيلاروس سجاد $10،000 جدول المباريات الفردية – جدول المباريات الزوجية                                            | أناستاسيا فاسيليفا 6–4 4–6 6–3                             | يوجينيا باشكوفا                          | بولينا بيخوفا أليكساندرا ساسنوفيتش                                   | مارجريتا جاسباريان تاتيانا كوتيلنيكوفا بولينا فينوغرادوفا ليدزيا ماروزافا     |
| 1 نوفمبر  | مينسك، بيلاروس سجاد $10،000 جدول المباريات الفردية – جدول المباريات الزوجية                                            | يوجينيا باشكوفا ماريا زاركوفا 5–7 7–5 [12-10]              | أوكسانا بافلوفا يكاتيرينا ياشينا         | بولينا بيخوفا أليكساندرا ساسنوفيتش                                   | مارجريتا جاسباريان تاتيانا كوتيلنيكوفا بولينا فينوغرادوفا ليدزيا ماروزافا     |
| 1 نوفمبر  | المرسى (تونس)، تونس ملعب ترابي $10،000 جدول المباريات الفردية – جدول المباريات الزوجية                                 | أماندا كاريراس 7–6(4) 6–0                                  | إيريكا زانكيتا                           | صوفيا كوفاليتس زوزانا لينهوفا                                        | سارة-ربكا سيكوليتش مارينا كاتشار لينا-ماري هوفمان فيديريكا جرازيوسو           |
| 1 نوفمبر  | المرسى (تونس)، تونس ملعب ترابي $10،000 جدول المباريات الفردية – جدول المباريات الزوجية                                 | أماندا كاريراس شيليا سولتسونا-كاركاسونا 6–4 7–5            | زيمينا هيرموسو إيفيت لوبيز               | صوفيا كوفاليتس زوزانا لينهوفا                                        | سارة-ربكا سيكوليتش مارينا كاتشار لينا-ماري هوفمان فيديريكا جرازيوسو           |
| 8 نوفمبر  | فينيكس، الولايات المتحدة ملعب صلب $75،000 جدول المباريات الفردية – جدول المباريات الزوجية                              | فارفارا ليبتشينكو 6–3 7–6(7–5)                             | ميلاني أودين                             | آنا تاتيشفيلي إيرينا فالكوني                                         | جيمي هامبتون هايدي الطباخ كريستينا مكهيل ماريا إيروغيين                       |
| 8 نوفمبر  | فينيكس، الولايات المتحدة ملعب صلب $75،000 جدول المباريات الفردية – جدول المباريات الزوجية                              | تتيانا لوزانسكا كوکو فاندیويجهي 7–5 6–4                    | جوليا بوسوروب سلون ستيفنز                | آنا تاتيشفيلي إيرينا فالكوني                                         | جيمي هامبتون هايدي الطباخ كريستينا مكهيل ماريا إيروغيين                       |
| 8 نوفمبر  | إسبرانس، أستراليا ملعب صلب $25،000 جدول المباريات الفردية – جدول المباريات الزوجية                                     | ساتشا جونز 6–2 6–3                                         | تشالا بويوكاكاتشاي                       | نيكولا جوير صوفي ليتشر                                               | مادلينا جوجنيا شيهو أكيتا ايرينا كاميليا باغو ميلاني ساوث                     |
| 8 نوفمبر  | إسبرانس، أستراليا ملعب صلب $25،000 جدول المباريات الفردية – جدول المباريات الزوجية                                     | دانييلا دومينيكوفيتش جيسيكا مور 7–6(5) 6–3                 | تشياكي أوكاداوي ريمي تزوكا               | نيكولا جوير صوفي ليتشر                                               | مادلينا جوجنيا شيهو أكيتا ايرينا كاميليا باغو ميلاني ساوث                     |
| 8 نوفمبر  | مينسك، بيلاروس ملعب صلب $25،000 جدول المباريات الفردية – جدول المباريات الزوجية                                        | لسيا تسورينكو 6–3 6–2                                      | ريتشل هوجينكامب                          | نايومي كافاداي كريستينا كوكوفا                                       | يفجينيا رودينا يوليا بيجيلزيمر إيرينا كورياونوفيتش أوكسانا كالاشنيكوفا        |
| 8 نوفمبر  | مينسك، بيلاروس ملعب صلب $25،000 جدول المباريات الفردية – جدول المباريات الزوجية                                        | يلينا بوفينا إيكاترينا بيشكوفا 6–4 6–0                     | بولا كانيا كاتارزينا بيتر                | نايومي كافاداي كريستينا كوكوفا                                       | يفجينيا رودينا يوليا بيجيلزيمر إيرينا كورياونوفيتش أوكسانا كالاشنيكوفا        |
| 8 نوفمبر  | لو هافر، فرنسا ملعب ترابي $10،000 جدول المباريات الفردية – جدول المباريات الزوجية                                      | لورا-إيونا أندري 6–2 6–4                                   | سيلين غيسكيير                            | جوسيفا آدم فلورنس هارينغ                                             | ناديجدا فاسيليفا أجات تيمسيت نيكوليت فان أوتيرت إيرينا رامياليسون             |
| 8 نوفمبر  | لو هافر، فرنسا ملعب ترابي $10،000 جدول المباريات الفردية – جدول المباريات الزوجية                                      | سيلين غيسكيير أندريا ك 7–5 7–5                             | لورا-إيونا أندري ميكايلا بويف            | جوسيفا آدم فلورنس هارينغ                                             | ناديجدا فاسيليفا أجات تيمسيت نيكوليت فان أوتيرت إيرينا رامياليسون             |
| 8 نوفمبر  | مايوركا، إسبانيا ملعب ترابي $10،000 جدول المباريات الفردية – جدول المباريات الزوجية                                    | لارا أروابارينا فيسينو 7–6(2) 6–3                          | ماريا جواو كوهلر                         | يفون كافالي رايميرس ديانا بوزيان                                     | ييرا كامبوس مولينا كارين كناب أليس تيسيت كارمن لوبيز رويدا                    |
| 8 نوفمبر  | مايوركا، إسبانيا ملعب ترابي $10،000 جدول المباريات الفردية – جدول المباريات الزوجية                                    | مارسيلا كوك إيفا واكانو 6–3 6–2                            | بينيديتا دافاتو فيديريكا كويرسيا         | يفون كافالي رايميرس ديانا بوزيان                                     | ييرا كامبوس مولينا كارين كناب أليس تيسيت كارمن لوبيز رويدا                    |
| 8 نوفمبر  | AEGON Pro-Series Loughborough لوفبرا، المملكة المتحدة ملعب صلب $10،000 جدول المباريات الفردية – جدول المباريات الزوجية | لارا ميشيل 6–2 6–2                                         | آنا فيتزباتريك                           | جوسلين ري تارا مور                                                   | مارا نواك ميرتل جورج جويا باربييري ألكسندرا والكر                             |
| 8 نوفمبر  | AEGON Pro-Series Loughborough لوفبرا، المملكة المتحدة ملعب صلب $10،000 جدول المباريات الفردية – جدول المباريات الزوجية | جوسلين ري جيد ويندلي 6–3، 5–7، [10–4]                      | يانا ياندوفا بترا كرجسوفا                | جوسلين ري تارا مور                                                   | مارا نواك ميرتل جورج جويا باربييري ألكسندرا والكر                             |
| 8 نوفمبر  | أنطاليا، تركيا ملعب صلب $10،000 جدول المباريات الفردية – جدول المباريات الزوجية                                        | فلادا اكشيباروفا 6–2 4–6 6–2                               | كريستينا ميتو                            | بيمرا أوزجن مارتا سيروتكينا                                          | داريا سالنيكوفا يوليا ليسا ليزلي كيرخوف ناديا كولب                            |
| 8 نوفمبر  | أنطاليا، تركيا ملعب صلب $10،000 جدول المباريات الفردية – جدول المباريات الزوجية                                        | نيكولا فرانكوفا مارتا سيروتكينا 3–6 7–5 [10-5]             | داريا سالنيكوفا نيكولا سلاتر             | بيمرا أوزجن مارتا سيروتكينا                                          | داريا سالنيكوفا يوليا ليسا ليزلي كيرخوف ناديا كولب                            |
| 8 نوفمبر  | أسونسيون، باراغواي ملعب ترابي $10،000 جدول المباريات الفردية – جدول المباريات الزوجية                                  | فينيسا فورلانيتو 1–6 6–4 7–5                               | فيرونيكا سبيد رويج                       | تيليانا بيريرا لوسيانا سارمينتي                                      | ماريا فرناندا ألفاريز تيران ناثاليا روسي إيزابيلا روبياني كارولينا زيبالوس    |
| 8 نوفمبر  | أسونسيون، باراغواي ملعب ترابي $10،000 جدول المباريات الفردية – جدول المباريات الزوجية                                  | فيرونيكا سبيد رويج فينيسا فورلانيتو 6–0 6–3                | لوسيانا سارمينتي كارولينا زيبالوس        | تيليانا بيريرا لوسيانا سارمينتي                                      | ماريا فرناندا ألفاريز تيران ناثاليا روسي إيزابيلا روبياني كارولينا زيبالوس    |
| 8 نوفمبر  | مانيلا، الفلبين ملعب صلب $10،000 جدول المباريات الفردية – جدول المباريات الزوجية                                       | إيلودي روغ-ديتريش 6–4 6–0                                  | ياسمين شناك                              | كاثارينا لينيرت بيا سومالينين                                        | جالي دي وايل تشن يي بينجتارن بليبويتش لوكسيكا كومخوم                          |
| 8 نوفمبر  | مانيلا، الفلبين ملعب صلب $10،000 جدول المباريات الفردية – جدول المباريات الزوجية                                       | لوكسيكا كومخوم بينجتارن بليبويتش 6–4 7–5                   | إيفانا كينج ياسمين شناك                  | كاثارينا لينيرت بيا سومالينين                                        | جالي دي وايل تشن يي بينجتارن بليبويتش لوكسيكا كومخوم                          |
| 8 نوفمبر  | تانديل، الأرجنتين ملعب ترابي $10،000 جدول المباريات الفردية – جدول المباريات الزوجية                                   | كاميلا سيلفا 6–7(5–7) 6–3 6–2                              | باربرا روش                               | لوسيا جارا-لوزانو أندريا بنيتيز                                      | أرانزا سالو كارولينا نواك تاتيانا بوا كاتالينا بيلا                           |
| 8 نوفمبر  | تانديل، الأرجنتين ملعب ترابي $10،000 جدول المباريات الفردية – جدول المباريات الزوجية                                   | لوسيا جارا-لوزانو كارلا لوسيرو 4–6 6–4 [10-3]              | جوردانا لوجان كاتالينا بيلا              | لوسيا جارا-لوزانو أندريا بنيتيز                                      | أرانزا سالو كارولينا نواك تاتيانا بوا كاتالينا بيلا                           |
| 8 نوفمبر  | بوغوتا، كولومبيا ملعب ترابي $10،000 جدول المباريات الفردية – جدول المباريات الزوجية                                    | أندريا كوخ بنفنوتو 6–1 7–5                                 | باتريسيا كو فلوريس                       | دانييلا سيغيل كارين راميريز ريفيرا                                   | كاتي روكرت ماري إليز كاساريس كيري كارترايت كارين كاستيبلانكو                  |
| 8 نوفمبر  | بوغوتا، كولومبيا ملعب ترابي $10،000 جدول المباريات الفردية – جدول المباريات الزوجية                                    | كارين كاستيبلانكو أندريا كوخ بنفنوتو 6–4 7–5               | كارين راميريز ريفيرا دانييلا سيغيل       | دانييلا سيغيل كارين راميريز ريفيرا                                   | كاتي روكرت ماري إليز كاساريس كيري كارترايت كارين كاستيبلانكو                  |
| 15 نوفمبر | 2010 ريترو سلوفاك المفتوحة براتيسلافا، سلوفاكيا ملعب صلب $25،000 جدول المباريات الفردية – جدول المباريات الزوجية       | كاتيرينا بوندارينكو 7–6(7–3) 6–2                           | يفجينيا رودينا                           | منى بارثل سوزانا كاتشوفا                                             | سينا هاس كارولينا بلسكوفا أندريا هلافاتشوفا فاليريا سافينيخ                   |
| 15 نوفمبر | 2010 ريترو سلوفاك المفتوحة براتيسلافا، سلوفاكيا ملعب صلب $25،000 جدول المباريات الفردية – جدول المباريات الزوجية       | إيما لين إيرينا بافلوفيتش 6–4 6–4                          | كلير فويرشتاين فاليريا سافينيخ           | منى بارثل سوزانا كاتشوفا                                             | سينا هاس كارولينا بلسكوفا أندريا هلافاتشوفا فاليريا سافينيخ                   |
| 15 نوفمبر | ويلينغتون، نيوزيلندا ملعب صلب $25،000 جدول المباريات الفردية – جدول المباريات الزوجية                                  | إريكا سما 6–2 3–6 6–4                                      | إليتسا كوستوفا                           | جارميلا جروث كوميكو إيجيما                                           | إيزابيلا هولاند أرينا روديونوفا إيريني جيورجاتو مونيكا ويجنيرت                |
| 15 نوفمبر | ويلينغتون، نيوزيلندا ملعب صلب $25،000 جدول المباريات الفردية – جدول المباريات الزوجية                                  | تيميا بابوش تامي باترسون 6–3 6–2                           | جارميلا جروث جيد هوبر                    | جارميلا جروث كوميكو إيجيما                                           | إيزابيلا هولاند أرينا روديونوفا إيريني جيورجاتو مونيكا ويجنيرت                |
| 15 نوفمبر | نيتيروي، البرازيل ملعب ترابي $25،000 جدول المباريات الفردية – جدول المباريات الزوجية                                   | ألكسندرا كادانتسو 6–1 1–6 6–1                              | جوليا كوهين                              | ماريا فرناندا ألفاريز تيران أليز ليم                                 | كيارا شول تينا شيتشتل فيفيان سغنيني باولا أورمايتشيا                          |
| 15 نوفمبر | نيتيروي، البرازيل ملعب ترابي $25،000 جدول المباريات الفردية – جدول المباريات الزوجية                                   | ماريا فرناندا ألفيس آنا-كلارا دوارتي 6–4 6–4               | مونيك ألبوكيرك فرناندا هرمنغيلدو         | ماريا فرناندا ألفاريز تيران أليز ليم                                 | كيارا شول تينا شيتشتل فيفيان سغنيني باولا أورمايتشيا                          |
| 15 نوفمبر | أوبولي، بولندا ملعب ترابي $25،000 جدول المباريات الفردية – جدول المباريات الزوجية                                      | ساندرا زاهلافوفا 5–7 7–6(4) 6–4                            | ماجدا لينيت                              | تتيانا أريفيفا جوستينا ججيولكا                                       | جوستين أوزجا أوكسانا كالاشنيكوفا كيكي بيرتينس إيرينا كورياونوفيتش             |
| 15 نوفمبر | أوبولي، بولندا ملعب ترابي $25،000 جدول المباريات الفردية – جدول المباريات الزوجية                                      | أوكسانا كالاشنيكوفا بولينا بيخوفا 6–3 6–4                  | بولا كانيا ماجدا لينيت                   | تتيانا أريفيفا جوستينا ججيولكا                                       | جوستين أوزجا أوكسانا كالاشنيكوفا كيكي بيرتينس إيرينا كورياونوفيتش             |
| 15 نوفمبر | إيكوردفيل، فرنسا ملعب صلب $10،000 جدول المباريات الفردية – جدول المباريات الزوجية                                      | جيسيكا جينييه 7–5 6–2                                      | كلوتيلد دي برناردي                       | إيرينا رامياليسون فلورنس هارينغ                                      | ميرتل جورج نيكوليت فان آيترت أليكس كولومبون فاليري فيرهامي                    |
| 15 نوفمبر | إيكوردفيل، فرنسا ملعب صلب $10،000 جدول المباريات الفردية – جدول المباريات الزوجية                                      | فلورنس هارينغ ننتينينا رامالالاهاريفولولونا 1–6 6–3 [10–6] | كيم كيلسدونك نيكوليت فان آيترت           | إيرينا رامياليسون فلورنس هارينغ                                      | ميرتل جورج نيكوليت فان آيترت أليكس كولومبون فاليري فيرهامي                    |
| 15 نوفمبر | مايوركا، إسبانيا ملعب ترابي $10،000 جدول المباريات الفردية – جدول المباريات الزوجية                                    | ديانا بوزيان 6–4 6–2                                       | كارين كناب                               | أندريا غاميز ييرا كامبوس مولينا                                      | كليا ميلينا أماندا كاريراس ماريا جواو كوهلر فيديريكا كويرشيا                  |
| 15 نوفمبر | مايوركا، إسبانيا ملعب ترابي $10،000 جدول المباريات الفردية – جدول المباريات الزوجية                                    | ديانا بوزيان رالوكا إلينا بلاتون 6–3 7–6(3)                | ماريا جواو كوهلر أوغوستا تسيبيشيفا       | أندريا غاميز ييرا كامبوس مولينا                                      | كليا ميلينا أماندا كاريراس ماريا جواو كوهلر فيديريكا كويرشيا                  |
| 15 نوفمبر | أسونسيون، باراغواي ملعب ترابي $10،000 جدول المباريات الفردية – جدول المباريات الزوجية                                  | فيرونيكا سبيد رويج 6–2 6–2                                 | تاتيانا بوا                              | فينيسا فورلانيتو كارولينا نواك                                       | لوسيا خارا-لوزانو كارولينا زيبالوس إيزورا إنريكي أغويلار جوردانا لوجان        |
| 15 نوفمبر | أسونسيون، باراغواي ملعب ترابي $10،000 جدول المباريات الفردية – جدول المباريات الزوجية                                  | فيرونيكا سبيد رويج فينيسا فورلانيتو 6–2 2–6 [10-3]         | لوسيا خارا-لوزانو لوسيانا سارمينتي       | فينيسا فورلانيتو كارولينا نواك                                       | لوسيا خارا-لوزانو كارولينا زيبالوس إيزورا إنريكي أغويلار جوردانا لوجان        |
| 15 نوفمبر | كيتو، إكوادور ملعب ترابي $10،000 جدول المباريات الفردية – جدول المباريات الزوجية                                       | ماري إليس كاسارس 6–2 7–5                                   | دومينيكا غونزاليس                        | دينيس ستار دينا باجراموفيتش                                          | بياتريز ماريا مارتينس سيكاتو إنغريد فارغاس كالفو كارينا سوزا كيتي ريكرت       |
| 15 نوفمبر | كيتو، إكوادور ملعب ترابي $10،000 جدول المباريات الفردية – جدول المباريات الزوجية                                       | ماريانا ديميشيللي فيرجارا كيتي ريكرت 6–1 6–7(5) [10–7]     | بياتريز ماريا مارتينس سيكاتو كارينا سوزا | دينيس ستار دينا باجراموفيتش                                          | بياتريز ماريا مارتينس سيكاتو إنغريد فارغاس كالفو كارينا سوزا كيتي ريكرت       |
| 15 نوفمبر | هيوغو، اليابان Carpet $10،000 جدول المباريات الفردية – جدول المباريات الزوجية                                          | وانغ كيانغ 6–1 6–4                                         | يورينا كوشينو                            | ميابي إينوي ماكوتو نينوميا                                           | هيرونو واتانابي ماري إينوي ماكيهو كوزاوا كاناي هيسامي                         |
| 15 نوفمبر | هيوغو، اليابان Carpet $10،000 جدول المباريات الفردية – جدول المباريات الزوجية                                          | تشينامي أوغي شيهو أوتاكي 7–5 6–2                           | كاناي هيسامي يورينا كوشينو               | ميابي إينوي ماكوتو نينوميا                                           | هيرونو واتانابي ماري إينوي ماكيهو كوزاوا كاناي هيسامي                         |
| 22 نوفمبر | تحدي دنلوب العالمي تويوتا (آيتشي)، اليابان Carpet $75،000+H فردي – زوجي                                                | ميساكي دوي 7–5 6–2                                         | جونري ناميجاتا                           | أيومي موريتا ميرجانا لوتشيتش                                         | كاثرين فيرلي نوبون ليرتشيواكارن إريكا تاكاو ساتشي إيشيزو                      |
| 22 نوفمبر | تحدي دنلوب العالمي تويوتا (آيتشي)، اليابان Carpet $75،000+H فردي – زوجي                                                | شاكو أوياما ريكا فوجيوارا 1–6 6–3 [11-9]                   | ايرينا كاميليا باغو مادالينا جوني        | أيومي موريتا ميرجانا لوتشيتش                                         | كاثرين فيرلي نوبون ليرتشيواكارن إريكا تاكاو ساتشي إيشيزو                      |
| 22 نوفمبر | ترارالغون، أستراليا ملعب صلب $25،000 جدول المباريات الفردية – جدول المباريات الزوجية                                   | جوليا غلوشكو 2–6 7–5 7–6(4)                                | ساشا جونز                                | جارميلا غروث إيريني جيورجاتو                                         | تيميا بابوش أماندا فينك سالي بيرز بيانكا بوتو                                 |
| 22 نوفمبر | ترارالغون، أستراليا ملعب صلب $25،000 جدول المباريات الفردية – جدول المباريات الزوجية                                   | تيميا بابوش ميلاني ساوث 6–3 6–2                            | جارميلة غروث جيد هوبر                    | جارميلا غروث إيريني جيورجاتو                                         | تيميا بابوش أماندا فينك سالي بيرز بيانكا بوتو                                 |
| 22 نوفمبر | برشيروف، جمهورية التشيك ملعب صلب $25،000 جدول المباريات الفردية – جدول المباريات الزوجية                               | ريناتا فوراكوفا 4–6 6–3 7–5                                | كلير فويرشتاين                           | ماشا زيك بشكيريتش ساندرا زاهلافوفا                                   | إيفانا ليسجاك لورا سيجموند يوليا بابيلون إيرينا بافلوفيتش                     |
| 22 نوفمبر | برشيروف، جمهورية التشيك ملعب صلب $25،000 جدول المباريات الفردية – جدول المباريات الزوجية                               | إفيتا جرلوفا لوسي كريجسمانوفا 6–1 6–3                      | أولغا بروزدا ناتاليا كولات               | ماشا زيك بشكيريتش ساندرا زاهلافوفا                                   | إيفانا ليسجاك لورا سيجموند يوليا بابيلون إيرينا بافلوفيتش                     |
| 22 نوفمبر | لا فال د'أويتشو، إسبانيا ملعب ترابي $10،000 جدول المباريات الفردية – جدول المباريات الزوجية                            | لارا أروا بارينا فيسينو                                    | أندريا غاميز آنا أرينا مارينكو           | روكيو دي لا توري سانشيز ديانا ستومليغا أماندا كاريراس زيمينا هيرموسو |                                                                               |
| 22 نوفمبر | لا فال د'أويتشو، إسبانيا ملعب ترابي $10،000 جدول المباريات الفردية – جدول المباريات الزوجية                            | أماندا كاريراس أندريا غاميز 7–6(7–5)، 6–3                  | أندريا غاميز آنا أرينا مارينكو           | روكيو دي لا توري سانشيز ديانا ستومليغا أماندا كاريراس زيمينا هيرموسو | لارا أروا بارينا فيسينو بينيديتا ديفاتو                                       |
| 22 نوفمبر | أسونسيون، باراغواي ملعب ترابي $10،000 جدول المباريات الفردية – جدول المباريات الزوجية                                  | إينيس فيرير سواريز 6–2 6–2 \| إيفا فرنانديز بروجوز         | تينا شيتشتل Karolina Nowak               | Daniela Degano فيرونيكا سبيد رويج Luciana Sarmenti Estefania Donnet  |                                                                               |
| 22 نوفمبر | أسونسيون، باراغواي ملعب ترابي $10،000 جدول المباريات الفردية – جدول المباريات الزوجية                                  | Andrea Benítez تاتيانا بوا 6–2 6–4                         | تينا شيتشتل Karolina Nowak               | Daniela Degano فيرونيكا سبيد رويج Luciana Sarmenti Estefania Donnet  | Lucía Jara-Lozano Luciana Sarmenti                                            |
| 22 نوفمبر | بارويري، البرازيل ملعب صلب 10٬000 دولار جدول المباريات الفردية – جدول المباريات الزوجية                                | كوني بيرين 5-0 Retired                                     | Alexandra Cadanțu                        | باولا كريستينا غونسالفيس أندريا كوخ بنفنوتو                          | Megan Falcon أرانزا سالو ماريا فرناندا ألفاريز تيران فيفيان سغنيني            |
| 22 نوفمبر | بارويري، البرازيل ملعب صلب 10٬000 دولار جدول المباريات الفردية – جدول المباريات الزوجية                                | Fernanda Faria باولا كريستينا غونسالفيس 7–5 4–6 [10-3]     | ماريا فرناندا ألفاريز تيران أرانزا سالو  | باولا كريستينا غونسالفيس أندريا كوخ بنفنوتو                          | Megan Falcon أرانزا سالو ماريا فرناندا ألفاريز تيران فيفيان سغنيني            |
| 22 نوفمبر | كونثبثيون، تشيلي ملعب ترابي 10٬000 دولار جدول المباريات الفردية – جدول المباريات الزوجية                               | Camila Silva 6–4 6–2                                       | Josanne van Bennekom                     | كاترينا كرامبيروفا غابريلا كوجلتر                                    | كارين كاستيبلانكو رومينا برانت كاتي روكيرت ناديا عبد الله                     |
| 22 نوفمبر | كونثبثيون، تشيلي ملعب ترابي 10٬000 دولار جدول المباريات الفردية – جدول المباريات الزوجية                               | فرناندا بريتو دانييلا سيغيل 6–2 6–3                        | كارين كاستيبلانكو كاميلا سيلفا           | كاترينا كرامبيروفا غابريلا كوجلتر                                    | كارين كاستيبلانكو رومينا برانت كاتي روكيرت ناديا عبد الله                     |
| 29 نوفمبر | ريو دي جانيرو، البرازيل ملعب ترابي $25،000 جدول المباريات الفردية – جدول المباريات الزوجية                             | ألكسندرا كادانتسو 6–1 6–3                                  | جوليا كوهين                              | إيفا فرنانديز بروجوز كوني بيرين                                      | فيفيان سغنيني آنا كلارا دوارتي ميلاني كلافنير ميلين أرويو                     |
| 29 نوفمبر | ريو دي جانيرو، البرازيل ملعب ترابي $25،000 جدول المباريات الفردية – جدول المباريات الزوجية                             | ماريا فرناندا ألفيس آنا كلارا دوارتي Default               | أليز ليم باولا أورمايتشيا                | إيفا فرنانديز بروجوز كوني بيرين                                      | فيفيان سغنيني آنا كلارا دوارتي ميلاني كلافنير ميلين أرويو                     |
| 29 نوفمبر | بنديجو، أستراليا ملعب صلب $25،000 جدول المباريات الفردية – جدول المباريات الزوجية                                      | تيميا بابوش 3–6 6–3 7–5                                    | إليتسا كوستوفا                           | تامي باترسون ساشا جونز                                               | إريكا سما ليزا ويبورن جنيفر إيلي إيريني جيورجاتو                              |
| 29 نوفمبر | بنديجو، أستراليا ملعب صلب $25،000 جدول المباريات الفردية – جدول المباريات الزوجية                                      | تيميا بابوش ميلاني ساوث 6–3 6–2                            | جارميلا جروث جيد هوبر                    | تامي باترسون ساشا جونز                                               | إريكا سما ليزا ويبورن جنيفر إيلي إيريني جيورجاتو                              |
| 29 نوفمبر | بني العروس، إسبانيا ملعب ترابي $10،000 جدول المباريات الفردية – جدول المباريات الزوجية                                 | لارا أروابارينا فيسينو 6–2 6–0                             | كريستينا دينو                            | نانولي بيبيا روكيو دي لا تور سانشيز                                  | ديسبينا باباميتشايل فالنتينا كونفالونييري أولغا ساييث لارا فيكتوريا غولوبيتش  |
| 29 نوفمبر | بني العروس، إسبانيا ملعب ترابي $10،000 جدول المباريات الفردية – جدول المباريات الزوجية                                 | أرابيلا فرنانديز رابنر آنا أرينا مارينكو 7–6(4) 7–5        | كريستينا دينو يونيلّا أندريا يوفا         | نانولي بيبيا روكيو دي لا تور سانشيز                                  | ديسبينا باباميتشايل فالنتينا كونفالونييري أولغا ساييث لارا فيكتوريا غولوبيتش  |
| 29 نوفمبر | ماندايا، الهند ملعب صلب $10،000 جدول المباريات الفردية – جدول المباريات الزوجية                                        | أناستاسيا فاسيليفا 6–2 3–6 6–2                             | لوكسيكا كومخوم                           | إميلي ويبلي سميث بوجاشري فنكاتشا                                     | نونجنادا واناسوك آنا شكودون شارمادا بالو آنا رابوبورت                         |
| 29 نوفمبر | ماندايا، الهند ملعب صلب $10،000 جدول المباريات الفردية – جدول المباريات الزوجية                                        | بينجتارن بليبويتش نونجنادا واناسوك 6–1 6–1                 | روشمي تشاكرافارتي بوجاشري فنكاتشا        | إميلي ويبلي سميث بوجاشري فنكاتشا                                     | نونجنادا واناسوك آنا شكودون شارمادا بالو آنا رابوبورت                         |
| 29 نوفمبر | سانتياغو، تشيلي ملعب ترابي $10،000 جدول المباريات الفردية – جدول المباريات الزوجية                                     | أندريا كوخ بنفنوتو 6–2 6–2                                 | فيرونيكا سبيد رويج                       | كاميلا سيلفا كارولينا نواك                                           | فرناندا بريتو باربرا روش لوسيانا سارمنتي ألكسندرا هيرش                        |
| 29 نوفمبر | سانتياغو، تشيلي ملعب ترابي $10،000 جدول المباريات الفردية – جدول المباريات الزوجية                                     | فيرونيكا سبيد رويج لوسيانا سارمنتي 6–1 6–3                 | باربرا روش كاميلا سيلفا                  | كاميلا سيلفا كارولينا نواك                                           | فرناندا بريتو باربرا روش لوسيانا سارمنتي ألكسندرا هيرش                        |
| 29 نوفمبر | العين السخنة، مصر ملعب ترابي $10،000 جدول المباريات الفردية – جدول المباريات الزوجية                                   | شانيل سيموندز 6–4 6–7(5) 7–6(6)                            | أنا يوفانوفيتش                           | غالينا فوكينا فاسيليسا بولجاكوفا                                     | ماجي عزيز نادي كولب ألكساندرا رومانوفا أناستاسيا خارتشينكو                    |
| 29 نوفمبر | العين السخنة، مصر ملعب ترابي $10،000 جدول المباريات الفردية – جدول المباريات الزوجية                                   | غالينا فوكينا مارينا ميلنيكوفا 6–3 2–6 [13-11]             | إندرا بيجي نيكول كليريكو                 | غالينا فوكينا فاسيليسا بولجاكوفا                                     | ماجي عزيز نادي كولب ألكساندرا رومانوفا أناستاسيا خارتشينكو                    |

## ديسمبر
| الأسبوع   | البطولة                                                                                             | الفائزات                                             | الوصيفات                             | المتأهلات لنصف النهائي                 | المتأهلات لربع النهائي                                                          |
| --------- | --------------------------------------------------------------------------------------------------- | ---------------------------------------------------- | ------------------------------------ | -------------------------------------- | ------------------------------------------------------------------------------- |
| 6 ديسمبر  | بنغالور، الهند ملعب صلب 25٬000 دولار جدول المباريات الفردية – جدول المباريات الزوجية                | نيشا ليرتبيتاكسينتشاي 4–6 3–6                        | كوميكو إيجيما                        | كريستينا ملادينوفيتش بينجتارن بليبويتش | Dalila Jakupovič جوليا غلوشكو Anna Shkudun أناستاسيا فاسيليفا                   |
| 6 ديسمبر  | بنغالور، الهند ملعب صلب 25٬000 دولار جدول المباريات الفردية – جدول المباريات الزوجية                | لوكسيكا كومخوم نونجنادا واناسوك 7–6(5) 7–5 [10-8]    | Chen Yi كوميكو إيجيما                | كريستينا ملادينوفيتش بينجتارن بليبويتش | Dalila Jakupovič جوليا غلوشكو Anna Shkudun أناستاسيا فاسيليفا                   |
| 6 ديسمبر  | دبي، الإمارات العربية المتحدة ملعب صلب 10٬000 دولار جدول المباريات الفردية – جدول المباريات الزوجية | مارتا سيروتكينا 6–0 6–0                              | ميهايلا بوزارنيسكو                   | يوليا بابيلون يوليانا فيداك            | نايومي برودي يلينا تشالوفا تتيانا أريفيفا كورينا بيركوفيتش                      |
| 6 ديسمبر  | دبي، الإمارات العربية المتحدة ملعب صلب 10٬000 دولار جدول المباريات الفردية – جدول المباريات الزوجية | يلينا تشالوفا كسينيا ألكان 6–2 6–4                   | تتيانا أريفيفا يوليانا فيداك         | يوليا بابيلون يوليانا فيداك            | نايومي برودي يلينا تشالوفا تتيانا أريفيفا كورينا بيركوفيتش                      |
| 6 ديسمبر  | هافانا، كوبا ملعب صلب $10،000 جدول المباريات الفردية – جدول المباريات الزوجية                       | ناديدا جوسكوفا 6–1 6–2                               | ميسلايديس دياث غونزاليس              | جينيفر آلان يولاندي ليكوك              | نيكولا جورج إنجا بريسلان لارا روفيل إستر ماسوري                                 |
| 6 ديسمبر  | هافانا، كوبا ملعب صلب $10،000 جدول المباريات الفردية – جدول المباريات الزوجية                       | ميسلايديس دياث غونزاليس ياميل فورس غيرا 6–1 6–2      | جينيفر آلان ناديدا جوسكوفا           | جينيفر آلان يولاندي ليكوك              | نيكولا جورج إنجا بريسلان لارا روفيل إستر ماسوري                                 |
| 6 ديسمبر  | بينايكارلو، إسبانيا ملعب ترابي $10،000 جدول المباريات الفردية – جدول المباريات الزوجية              | أندريا غاميز 3–6 6–2 6–4                             | أناستازيا جريمالسكا                  | أندريا فاييدانو نانولي بيبيا           | أماندا كاريراس فالنتين كونفالونييري رالوكا إلينا بلاتون أريابيلا فرناندز رابنير |
| 6 ديسمبر  | بينايكارلو، إسبانيا ملعب ترابي $10،000 جدول المباريات الفردية – جدول المباريات الزوجية              | أريابيلا فرناندز رابنير آنا أرينا مارينكو 6–3 7–6(1) | أناستازيا جريمالسكا أندريا فاييدانو  | أندريا فاييدانو نانولي بيبيا           | أماندا كاريراس فالنتين كونفالونييري رالوكا إلينا بلاتون أريابيلا فرناندز رابنير |
| 6 ديسمبر  | عين السخنة، مصر ملعب ترابي $10،000 جدول المباريات الفردية – جدول المباريات الزوجية                  | سوفيا كوفالتس 6–0 6–2                                | أنا يوفانوفيتش                       | زوزانا لينهوفا نيكول كليريكو           | ألكسندرا رومانوفا كلوي باكيوت مارينا ميلنيكوفا دارينا شيدينكوفا                 |
| 6 ديسمبر  | عين السخنة، مصر ملعب ترابي $10،000 جدول المباريات الفردية – جدول المباريات الزوجية                  | سوفيا كوفالتس شانيل سيموندز 6–1 6–2                  | غالينا فوكينا مارينا ميلنيكوفا       | زوزانا لينهوفا نيكول كليريكو           | ألكسندرا رومانوفا كلوي باكيوت مارينا ميلنيكوفا دارينا شيدينكوفا                 |
| 6 ديسمبر  | تالكا، تشيلي ملعب ترابي $10،000 جدول المباريات الفردية – جدول المباريات الزوجية                     | فيرونيكا سبيد رويج 7–6(2) 3–6 6–3                    | كاميلا سيلفا                         | فرناندا بريتو أندريا كوخ بنفنوتو       | كارلا لوسيرو أدريانا بيريز كارولينا زيبالوس كاترينا كرابريروفا                  |
| 6 ديسمبر  | تالكا، تشيلي ملعب ترابي $10،000 جدول المباريات الفردية – جدول المباريات الزوجية                     | فيرونيكا سبيد رويج لوسيانا سارمينتي 6–3 6–1          | فلافيا غيمارايش بوينو بيلين لودوينيا | فرناندا بريتو أندريا كوخ بنفنوتو       | كارلا لوسيرو أدريانا بيريز كارولينا زيبالوس كاترينا كرابريروفا                  |
| 13 ديسمبر | تحدي التنس الحبتور دبي، الإمارات العربية المتحدة ملعب صلب $75،000 فردي – زوجي                       | سانيا ميرزا 4–6 6–3 6–0                              | بويانا يوفانوفسكي                    | يفجينيا رودينا أنابيل ميدينا غاريغيس   | يوليا جورجيس تاتيانا مالك مارينا زانيفسكا أناستازيا سيفاستوفا                   |
| 13 ديسمبر | تحدي التنس الحبتور دبي، الإمارات العربية المتحدة ملعب صلب $75،000 فردي – زوجي                       | يوليا جورجيس بترا مارتيتش 64- 7–6(7)                 | سانيا ميرزا فلاديميرا أوهليروفا      | يفجينيا رودينا أنابيل ميدينا غاريغيس   | يوليا جورجيس تاتيانا مالك مارينا زانيفسكا أناستازيا سيفاستوفا                   |
| 20 ديسمبر | غيمتشون، كوريا الجنوبية ملعب صلب $10،000 جدول المباريات الفردية – جدول المباريات الزوجية            | كيم كون-هي 4–6 6–1 6–3                               | هونغ هيون-هوي                        | كيم نا ري كيم سون جونغ                 | كيم جي سون جيونغ يون يونغ آي كوغا كانغ سيو كيونغ                                |
| 20 ديسمبر | غيمتشون، كوريا الجنوبية ملعب صلب $10،000 جدول المباريات الفردية – جدول المباريات الزوجية            | هونغ هيون هي كيم كون هي 6–4 7–5                      | كيم جي يونغ كيم جونغ يون             | كيم نا ري كيم سون جونغ                 | كيم جي سون جيونغ يون يونغ آي كوغا كانغ سيو كيونغ                                |
| 20 ديسمبر | بونه، الهند ملعب صلب $25،000 جدول المباريات الفردية – جدول المباريات الزوجية                        | بويانا يوفانوفسكي 6–4 6–4                            | نينا براتشيكوفا                      | آنا شكودون ألكسندرا بانوفا             | تادجا ماجريتش إميلي ويبلي سميث ساتشي إيشيزو إنجا بريسلان                        |
| 20 ديسمبر | بونه، الهند ملعب صلب $25،000 جدول المباريات الفردية – جدول المباريات الزوجية                        | نينا براتشيكوفا ألكسندرا بانوفا 6–3 7–6(2)           | ساتشي إيشيزو آنا شكودون              | آنا شكودون ألكسندرا بانوفا             | تادجا ماجريتش إميلي ويبلي سميث ساتشي إيشيزو إنجا بريسلان                        |

## الروابط الخارجية
- "10،600 لاعبة، 1135 حدثًا: جولة الاتحاد الدولي لكرة المضرب العالمية للسيدات لعام 2023 بالأرقام". الاتحاد الدولي لكرة المضرب. اطلع عليه بتاريخ 2024-01-02.
- "أجندة جولة الاتحاد الدولي لكرة المضرب العالمية للسيدات". الاتحاد الدولي لكرة المضرب. اطلع عليه بتاريخ 2024-01-02.
- الاتحاد الدولي لكرة المضرب